# Liste von Bänden der Sammlung Göschen

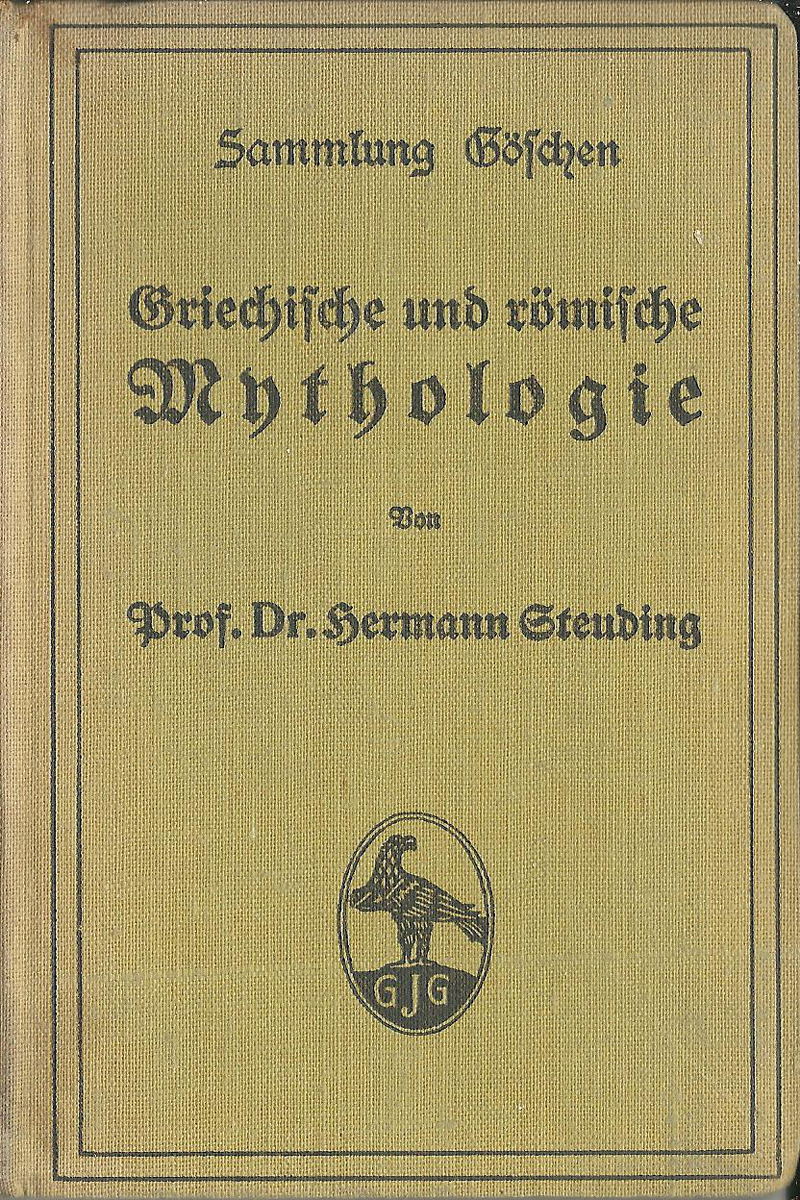
Griechische und römische Mythologie von Hermann Steuding, Band 27 der Sammlung Göschen

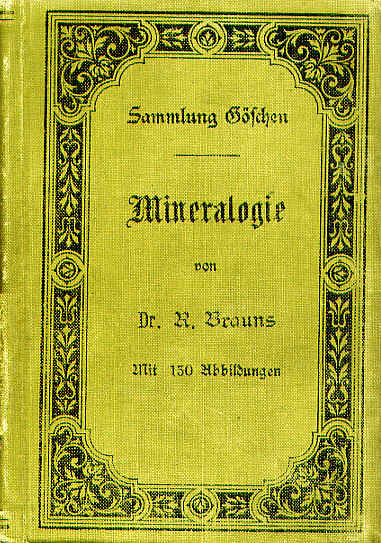
Mineralogie von Reinhard Brauns, Band 29 der Sammlung Göschen

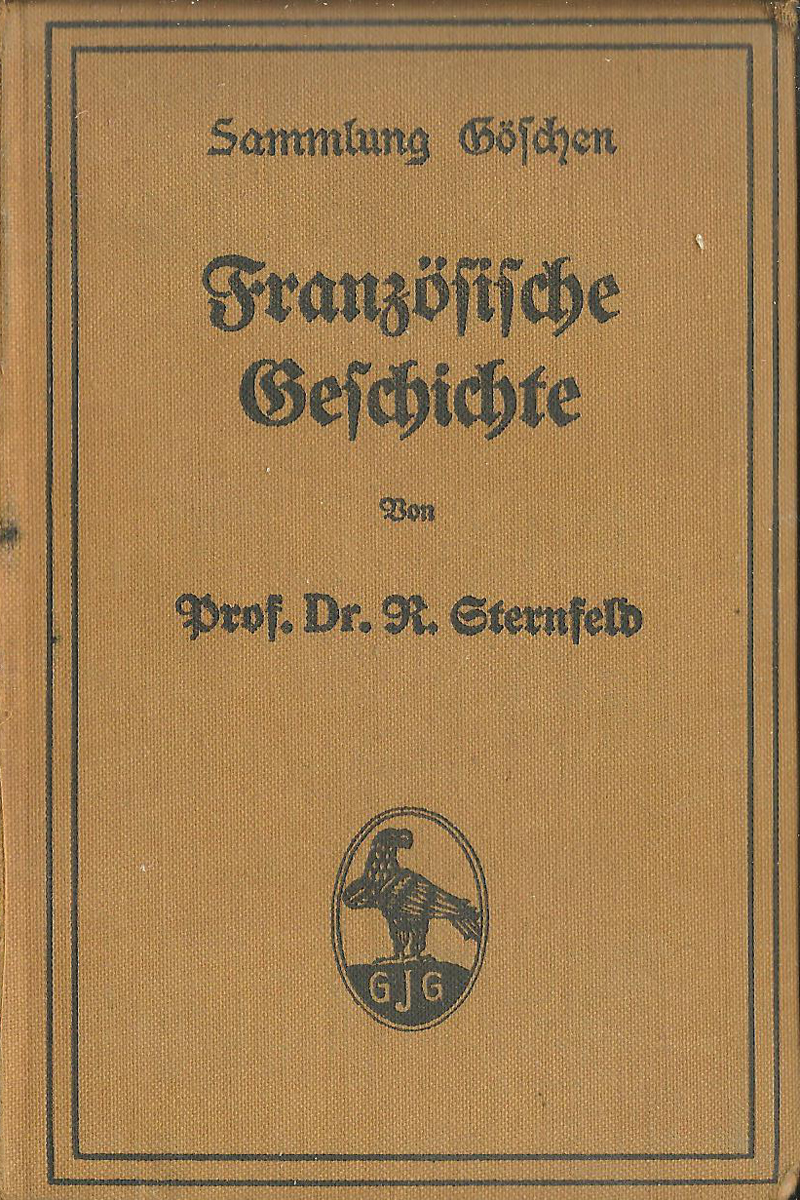
Französische Geschichte von Richard Sternfeld, Band 85 der Sammlung Göschen

Die Liste von Bänden der Sammlung Göschen gibt einen Überblick über die Schriftenreihe der „Sammlung Göschen“, die 1889 begründet wurde. Sie ist auf Naturwissenschaften und Technik fokussiert, deckt aber auch verschiedene andere Themenbereiche ab. Die Reihe erschien zunächst bei der Göschen’schen Verlagshandlung in Leipzig und wurde später vom Verlag de Gruyter in Berlin übernommen. Obwohl viele Bände der Reihe inzwischen gemeinfrei sind, gibt es nur wenige Digitalisate.
Die Liste in diesem Artikel beruht ursprünglich auf angaben des Verlags (degruyter.com).

## 1–100
- 0001: August L. Back: Klopstocks Oden in Auswahl. (1. Auflage 1889?)
- 0001: Wolfgang Golther (Hrsg.): Der Nibelunge Nôt. (1905)
  - 0001: Wolfgang Golther (Hrsg.): Der Nibelunge Nôt in Auswahl und mittelhochdeutsche Grammatik mit kurzem Wörterbuch. (1911; 5. vermehrte und verbesserte Auflage, 10. Abdruck 1914; 1926)
  - 0001: Wolfgang Golther (Hrsg.): Der Nibelunge Nôt. (1939)
  - 0001: Wolfgang Golther (Hrsg.): Der Nibelunge Nôt in Auswahl und mittelhochdeutsche Grammatik mit kurzem Wörterbuch. (8. verbesserte Auflage 1943)
  - 0001: Karl Langosch (Hrsg.): Der Nibelunge Nôt. (1956)
  - 0001: Karl Langosch: Der Nibelunge Nôt in Auswahl. Mit einem kurzen Wörterbuch. (11. durchgesehene Auflage 1966)
- 0002: Wilhelm Votsch (Hrsg.): Gotthold Ephraim Lessing. Emilia Galotti. (1894?)
- 0002: M. Röttinger: Die thermodynamischen Grundlagen der Wärmekraft- und Kältemaschinen. (1. Auflage 1910)
- 0003: Karl Goedeke (Einleitung): Gotthold Ephraim Lessing. Fabeln. Drei Bücher. Nebst Abhandlungen mit dieser Dichtungsart verwandten Inhalts. (1. Auflage 1885)
- 0003: Friedrich Barth: Die Maschinenelemente. (1900; 1904; 1906)
  - 0003: Erich Albert vom Ende: Die Maschinenelemente. (2.? verbesserte Auflage 1950)
  - 0003/0003a: Erich Albert vom Ende: Die Maschinenelemente. (1956; 4. überarbeitete Auflage 1963)
- 0004: Karl Goedeke (Einleitung): Gotthold Ephraim Lessing. Laokoon oder Über die Grenzen der Malerei und Poesie. Mit beiläufigen Erläuterungen verschiedener Punkte der alten Kunstgeschichte. (3. Auflage 1893)
- 0004: Wilhelm Reeb: Russische Geschichte. (1. Auflage 1903; 3. umgearbeitete Auflage 1919)
- 0005: Karl Tomaschek (Hrsg.): Gotthold Ephraim Lessing. Minna von Barnhelm oder Das Soldatenglück. Ein Lustspiel in fünf Aufzügen. (10. Auflage o. J. [1895?])
- 0005: Robert Weyrauch: Wasserversorgung der Ortschaften. (1910; 2. neubearbeitete Auflage 1916; 3. verbesserte Auflage 1921)
- 0006: Denzel / Kratz (Hrsg.): Gotthold Ephraim Lessing. Nathan der Weise. (1. Auflage 1879)
- 0006: Hermann Derichsweiler: Geschichte Lothringens. (1. Auflage 1905)
- 0007: Georg Berlit: Martin Luther, Thomas Murner und das Kirchenlied des 16. Jahrhunderts. (1. Auflage 1900)
  - 0007: Georg Berlit: Deutsche Literaturdenkmäler des 16. Jahrhunderts. I. Martin Luther und Thomas Murner. (2. verbesserte Auflage 1911)
  - 0007: Gustav Bebermeyer (Hrsg.): Martin Luther. (1933)
- 0008: Werther: Literarische und Dramaturgische Abhandlungen von Gotthold Ephraim Lessing. (1. Auflage 1890)
- 0008: Friedrich Barth: Die Dampfmaschine. (1903; 1905)
  - 0008: Friedrich Barth: Die Dampfmaschine. I. Wärmetheoretische und dampftechnische Grundlagen. (1912)
  - 0008: Friedrich Barth: Wärmetheoretische und dampftechnische Grundlagen. (1919)
- 0009: Friedrich Barth: Die Dampfkessel. I. Kesselsysteme und Feuerungen. (1911)
  - 0009: Friedrich Barth: Die Dampfkessel. I. Kesselsysteme und Feuerungen. Feuerungskontrolle. (1926)
  - 0009: Walter Marcard: Die Dampfkessel und Feuerungen einschließlich Hilfseinrichtungen in Theorie, Konstruktion und Berechnung. I. Die theoretischen Grundlagen. Wärme, Verbrennung, Wärmeübertragung. (1. Auflage 1939)
- 0010: Otto Luitpold Jiriczek: Kudrun und Dietrich-Epen in Auswahl mit Wörterbuch. (1912; 1938)
  - 0010: Roswitha Wisniewski (Hrsg.), Otto Luitpold Jiriczek: Kudrun und Dietrich-Epen in Auswahl. (1957)
- 0011: H. Cranz (Bearb.): August Ferdinand Möbius. Astronomie. (1894)
  - 0011: Walter Wislicenus (Bearb.): August Ferdinand Möbius. Astronomie. (1903)
  - 0011: Hermann Kobold (Bearb.): August Ferdinand Möbius. Astronomie. I. Das Planetensystem. (1911; 1917)
- 0012: Wilhelm Rein: Pädagogik im Grundriß. (1900; 1905; 1907; 1912)
- 0013: Eberhard Fraas: Geologie in kurzem Auszug für Schulen und zur Selbstbelehrung. (1897; 1902; 1905; 1910; 1912)
  - 0013: Hans Cloos: Geologie. (1942; 1944)
  - 0013: Franz Lotze: Geologie. (1955)
  - 0013/0013a: Franz Lotze: Geologie. (1965)
- 0014: Theodor Elsenhans: Psychologie und Logik zur Einführung in die Philosophie für Oberklassen höherer Schulen und zum Selbststudium. (1905; 1909)
  - 0014: Artur Buchenau (Hrsg.), Theodor Elsenhans: Psychologie und Logik zur Einführung in die Philosophie. (1929)
- 0015: Friedrich Kauffmann: Deutsche Mythologie. (1898; 1900)
  - 0015: Eugen Mogk: Germanische Mythologie. (1906; 1913)
- 0016: Franz Pohlhammer (Hrsg. / Bearb.): Richard Maisch. Griechische Altertumskunde. (1897; 1905)
- 0017: Lorenz Wilhelm Straub: Aufsatzentwürfe. (1905; 1909)
- 0018: Edmund Rebmann: Der menschliche Körper, sein Bau und seine Thätigkeiten. (1891)
  - 0018: Edmund Rebmann: Der menschliche Körper, sein Bau und seine Tätigkeiten und Gesundheitslehre von Dr. med. H. Seiler. (1906)
- 0018: Friedrich Maurer (Hrsg.): Hartmann von Aue. Der arme Heinrich nebst einer Auswahl aus der Klage, dem Gregorius und den Liedern (mit einem Wörterverzeichnis). (1958)
- 0019: Julius Koch: Römische Geschichte. (1903)
  - 0019: Julius Koch: Römische Geschichte. I. Königszeit und Republik. (1919)
  - 0019: Franz Altheim: Römische Geschichte I. Bis zur Schlacht bei Pydna. (1. Auflage 1948; 1956)
- 0020: Otto Lyon: Deutsche Grammatik und kurze Geschichte der deutschen Sprache. (1898; 1900; 1904; 1914)
  - 0020: Walther Hofstaetter (Hrsg.), Otto Lyon: Deutsche Grammatik. (1928)
  - 0020: Walther Hofstaetter (Hrsg.), Horst Kraemer (Miarb.), Otto Lyon: Deutsche Grammatik. (1932)
  - 0020: Walther Hofstaetter: Deutsche Sprachlehre. (1941)
  - 0020: Gerhard Spree (Bearb.), Walther Hofstaetter: Deutsche Sprachlehre. (Neubearbeitung 1953)
  - 0020: Theophil Baum (Hrsg.), Walther Hofstaetter: Deutsche Sprachlehre. (1960)
- 0021: Karl Ludolf Schäfer: Musikalische Akustik. (1902; 1919; 1923)
- 0022: Karl Marold: Hartmann von Aue, Wolfram von Eschenbach und Gottfried von Straßburg. (1892; 1896)
  - 0022: Karl Marold: Hartmann von Aue, Wolfram von Eschenbach und Gottfried von Straßburg. Eine Auswahl aus dem höfischen Epos mit Anmerkungen und Wörterbuch. (1902)
  - 0022: Hermann Jantzen: Hartmann von Aue und Gottfried von Straßburg. Eine Auswahl mit Anmerkungen und Wörterbuch. (1933; 1944)
- 0023: Otto Güntter: Walther von der Vogelweide mit einer Auswahl aus Minnesang und Spruchdichtung. Mit Anmerkungen und einem Wörterbuch. (1. Auflage 1892; 1902; ...; 6. Auflage 1932)
- 0024: Julius Sahr: Hans Sachs und Johann Fischart. Nebst einem Anhang: Brant und Hutten. (1. Auflage 1899)
  - 0024: Julius Sahr: Deutsche Literaturdenkmäler des 16. Jahrhunderts. II. Hans Sachs. (2. vermehrte und verbesserte Auflage 1905)
  - 0024: Paul Merker (Hrsg.), Julius Sahr: Hans Sachs. (1927)
- 0025: Georg Ellinger: Kirchenlied und Volkslied. Geistliche und weltliche Lyrik des 17. und 18. Jahrhunderts bis auf Klopstock. (1. Auflage 1892)
- 0025: Julius Sahr (Hrsg.): Das deutsche Volkslied. (1905; 3. vermehrte und verbesserte Auflage 1908; 1912)
  - 0025: Paul Sartori (Bearb. / Hrsg.), Julius Sahr: Das deutsche Volkslied I. (4. neu bearbeitete Auflage 1924)
- 0026: Siegmund Günther: Physische Geographie. (2. Auflage, 2. Abdruck 1899; 1901; 4. umgearbeitete Auflage 1913)
- 0027: Hermann Steuding: Griechische und römische Götter- und Heldensage. (2. umgearbeitete Auflage 1897; 3. umgearbeitete Auflage 1905)
  - 0027: Hermann Steuding: Griechische und römische Mythologie. (1911)
- 0028: Theodor Schauffler: Althochdeutsche Literatur mit Grammatik, Übersetzung und Erläuterungen. (2. Auflage 1896; 1900; 1904)
  - 0028: Theodor Schauffler: Althochdeutsche Literatur. Grammatik, Texte mit Übersetzung. Erläuterungen. (Neudruck der 3. neubearbeiteten Auflage 1921)
- 0029: Reinhard Brauns: Mineralogie. (1893; 1900; 4. verbesserte Auflage 1914; 1925; 6. verbesserte Auflage 1929)
  - 0029: Karl F. Chudoba (Bearb.), Reinhard Brauns: Mineralogie. (8. neu bearbeitete Auflage 1943; 10. erweiterte Auflage 1958)
- 0030: Paul Dinse, Eugen Gelcich, F. Sauter: Kartenkunde, geschichtlich dargestellt. (2. verbesserte und vermehrte Auflage 1897)
  - 0030: Max Groll (Bearb.), Paul Dinse, Eugen Gelcich, F. Sauter: Kartenkunde, geschichtlich dargestellt. (3. revidierte und erweiterte Auflage 1909)
  - 0030: Max Eckert-Greifendorff: Kartenkunde. (1. Auflage 1936)
  - 0030: Wilhelm Kleffner (Hrsg.), Max Eckert-Greifendorff: Kartenkunde. (1943)
  - 0030/0030a: Viktor Heißler: Kartographie. (3. Auflage 1968)
- 0031: Max Koch: Geschichte der deutschen Literatur. (3. neu durchgesehene Auflage 1897)
  - 0031: Max Koch: Geschichte der deutschen Literatur. I. Von der ältesten Zeit bis 1748. (9. durchgesehene Auflage 1920)
- 0031/0031a: Karl F. Chudoba (Bearb.), Reinhard Brauns: Spezielle Mineralogie .(11. erweiterte Auflage 1964)
- 0032: Otto Luitpold Jiriczek: Deutsche Heldensage. (2. vermehrte und verbesserte Auflage 1897; Neudruck der 4. erneut umgearbeiteten Auflage 1916)
  - 0032: Hermann Schneider: Deutsche Heldensage. (1. Auflage 1930)
- 0033: Friedrich Kurze: Deutsche Geschichte. I. Mittelalter (bis 1519). (3. durchgesehene Auflage 1906)
- 0034: Friedrich Kurze: Zeitalter der Reformation und der Religionskriege. (1904; 1907)
  - 0034: Friedrich Kurze: Deutsche Geschichte. II. Zeitalter der Reformation und der Religionskriege (1500 bis 1648). (1. Auflage 1907)
- 0035: Friedrich Kurze: Deutsche Geschichte. III. Vom Westfälischen Frieden bis zur Auflösung des alten Reiches (1648–1806). (1. Auflage 1907; 1911)

- 0036: Naumann, Dr. Ernst: Der Cid. Geschichte des Don Ruf Diaz, Grafen von Bivar. Nach spanischen Romanzen von J.G. Herder (EA 1894) herausgegeben und erläutert von Dr. Ernst Naumann
- 0036: Sahr, Prof. Dr. Julius: Deutsche Literaturdenkmäler des 16. Jahrhunderts III. Von Brant bis Rollenhagen: Brant, Hutten, Fischart sowie Tierepos und Fabel (EA 1905) Ausgewählt und erläutert von Prof. Dr. Julius Sahr
- 0036: Sahr, Prof. Dr. Julius: Deutsche Literaturdenkmäler des 16. Jahrhunderts III. Von Brant bis Rollenhagen: Brant, Hutten, Fischart sowie Tierepos und Fabel (2., verbesserte und vermehrte Auflage 1912) Ausgewählt und erläutert von Prof. Dr. Julius Sahr
- 0037: Klein, Dr. Joseph: Chemie. Anorganischer Teil (2., verbesserte Auflage 2. Abdruck 1899)
- 0037: Klemm, Wilhelm: Anorganische Chemie (1935)
- 0037: Klemm, Wilhelm: Anorganische Chemie (1938)
- 0037: Klemm, Prof. Dr. Wilhelm: Anorganische Chemie (10. überarbeitete und ergänzte Auflage 1958)
- 0037: Klemm, Prof. Dr. Wilhelm: Anorganische Chemie (13. Auflage 1964)
- 0038: Schlenk, Wilhelm: Organische Chemie (1900)
- 0038/0038a: Schlenk, Wilhelm: Organische Chemie (1900)
- 0038: Schlenk Wilhelm: Organische Chemie (1936)
- 0038: Schlenk jun., Dr. Wilhelm: Organische Chemie (2., verbesserte Auflage 1939)
- 0038/0038a: Schlenk jun., Dr. Wilhelm: Organische Chemie (6., erweiterte Auflage 1954)
- 0038/0038a: Schlenk, Wilhelm: Organische Chemie (1963)
- 0038/0038a: Schlenk jun., Dr.-Ing. Wilhelm: Organische Chemie (11., durchgesehene Auflage 1968)
- 0039: Kimmich, Karl: Zeichenschule (EA 1894)
- 0039: Kimmich, Karl: Zeichenschule (3., stark vermehrte und verbesserte Auflage 1896)
- 0039: Kimmich, Karl: Zeichenschule (1901)
- 0040: Borinski, Prof. Dr. Karl: Deutsche Poetik (3., verbesserte Auflage 1906)
- 0040: Borinski, Prof. Dr. Karl: Deutsche Poetik (4., verbesserte Auflage 1912)
- 0040: Borinski, Karl: Deutsche Poetik (1916)
- 0041: Mahler, Prof. G.: Ebene Geometrie (2., verbesserte Auflage 1897)
- 0041: Mahler, Gottfried: Ebene Geometrie (1905)
- 0041: Mahler, Prof. G.: Ebene Geometrie (4., verbesserte Auflage 1913 Neudruck)
- 0042: Hoernes, Moritz: Urgeschichte der Menschheit (1895)
- 0042: Hernes, Dr. Moriz: Urgeschichte der Menschheit (3., vermehrte und verbesserte Auflage 1905)
- 0042: Hoernes, Moritz: Urgeschichte der Menschheit (1918)
- 0042: Behn, Prof. Dr. Friedrich: Vorgeschichte Europas (1949) völlig neue Bearbeitung der 7. Auflage der "Urgeschichte der Menschheit" von Moritz Hoernes
- 0043: Ebeling, Erich: Geschichte des Alten Morgenlandes (1900)
- 0043: Hommel, Prof. Dr. Fritz: Geschichte des alten Morgenlandes (3., verbesserte Auflage 1904)
- 0043: Hommel, Fritz: Geschichte des alten Morgenlandes (1908)
- 0043: Ebeling, Prof. Dr. Erich: Geschichte des alten Morgenlandes (EA 1929)
- 0044: Dennert, Eberhard: Die Pflanze, ihr Bau und ihr Leben (1900)
- 0044: Dennert, Dr. Eberhard: Die Pflanze. Ihr Bau und ihr Leben (3., verbesserte und vermehrte Auflage 1905)
- 0044: Kresze, Prof. Dr.-Ing. Günter: Physikalische Methoden in der organischen Chemie I. (EA 1962)
- 0045: Bloch, Dr. Leo: Römische Altertumskunde (2., verbesserte Auflage 1898)
- 0045: Bloch, Dr. Leo: Römische Altertumskunde (3., verbesserte Auflage 1906)
- 0045: Soch, Leo: Römische Altertumskunde (1913)
- 0045/0045a: Kresze, Prof. Dr.-Ing. Günter: Physikalische Methoden in der organischen Chemie II. (EA 1962)
- 0046: Althof, Prof. Dr. Hermann: Das Waltharilied. Ein Heldensang aus dem zehnten Jahrhundert im Versmaße der Urschrift übersetzt und erläutert von Prof. Dr. Hermann Althof (2., verbesserte Auflage 1900)
- 0046: Das Waltharilied (1916) Hrsg. v. Eccardus / Althof, Hermann
- 0047: Schubert, Prof. Dr. Hermann: Arithmetik und Algebra (2., durchgesehene Auflage 1898)
- 0047: Schubert, Prof. Dr. Hermann: Arithmetik und Algebra (2., durchgesehene Auflage 1914 6., verbesserter Neudruck)
- 0048: Schubert, Prof. Dr. Hermann: Beispiel-Sammlung zur Arithmetik und Algebra (EA 1896)
- 0048: Schubert, Prof. Dr. Hermann: Beispiel-Sammlung zur Arithmetik und Algebra (2., unveränderte Auflage 1901 Zweiter Abdruck)
- 0048: Schubert, Prof. Dr. Hermann: Beispiel-Sammlung zur Arithmetik und Algebra (4., neubearbeitete und erweiterte Auflage von Prof. P.B. Fischer 1926)
- 0049: Swoboda, Prof. Dr. Heinrich: Griechische Geschichte (EA 1896)
- 0049: Swoboda, Heinrich: Griechische Geschichte (1900)
- 0049: Swoboda, Prof. Dr. Heinrich: Griechische Geschichte (2., verbesserte Auflage 1903 Zweiter Abdruck)
- 0050: Seyfert, Richard: Schulpraxis (1896)
- 0050: Seyfert, Richard: Schulpraxis. Methodik der Volksschule (2., verbesserte Auflage 1900)
- 0050: Seyfert, Richard: Schulpraxis (1907)
- 0051: Bürklen, O. Th.: Mathematische Formelsammlung (1901)
- 0051: Bürklen, Otto Th.: Formelsammlung und Repetitorium der Mathematik ... (1907)
- 0051: Bürklen, Otto Th.: Formelsammlung und Repetitorium der Mathematik (1906)
- 0051: Bürklen, Otto Th.: Formelsammlung und Repetitorium der Mathematik (1925)
- 0051: Bürklen, Otto Th.: Mathematische Formelsammlung (1931) Hrsg. v. Ringleb, Friedrich
- 0052: Gudeman, Alfred: Von den Anfängen bis zum Ende der RepuSik (1923)
- 0053: Sporer, Benedikt: Niedere Analysis (1896)
- 0054: Trabert, Wilhelm / Defant, Albert: Meteorologie (1923)
- 0054: Trabert, Wilhelm: Meteorologie (1901)
- 0055: Kleinpaul, Rudolf: Das Fremdwort im Deutschen (1896)
- 0055: Kleinpaul, Rudolf: Das Fremdwort im Deutschen (1905)
- 0057: Freyberger, Hans: Zentral-Perspektive (1908) Hrsg. v. Vonderlinn, J.
- 0058: Becker, Hugo: Geometrisches Zeichnen (1907) Hrsg. v. Vonderlinn, J. [Bearb.]
- 0058: Becker, Hugo: Geometrisches Zeichnen (1917) Hrsg. v. Vonderlinn, J. [Bearb.]
- 0058: Becker, Hugo: Geometrisches Zeichnen ; mit 290 Figuren und 23 Tafeln im Text (1923) Hrsg. v. Vonderlinn, J.
- 0059: Krahe, Hans: Indogermanische Sprachwissenschaft (1945)
- 0059: Meringer, Rudolf: Indogermanische Sprachwissenschaft (1897)
- 0059: Meringer, Rudolf: Indogermanische Sprachwissenschaft (1899)
- 0060: Wagner, Franz: Tierkunde (1897)
- 0061: Probst, Hans: Deutsche Redelehre (1897)
- 0062: Heiderich, Franz: Länderkunde von Europa (1910)
- 0062: Heiderich, Franz: Länderkunde von Europa (2012)
- 0064: Detter, Ferdinand: Deutsches Wörterbuch (1897)
- 0064: Krahe, Hans: Formenlehre (1959)
- 0065/0065a: Grotemeyer, Karl Peter: Analytische Geometrie (1900)
- 0065/0065a: Grotemeyer, Karl Peter: Analytische Geometrie (1964)
- 0065: Haußner, Robert: Analytische Geometrie der Ebene (1928)
- 0065: Haußner, Robert: Analytische Geometrie der Ebene (1934)
- 0065: Haußner, Robert: Analytische Geometrie der Ebene (1942)
- 0065: Simon, Max: Analytische Geometrie der Ebene (1911)
- 0065: Simon, Max: Analytische Geometrie der Ebene (2011)
- 0066: Berneker, Erich: Russische Grammatik (1897)
- 0066: Berneker, Erich: Russische Grammatik (1915)
- 0066: Berneker, Erich: Russische Grammatik (1940) Hrsg. v. Vasmer, Max
- 0066: Vasmer, Max / Berneker, Erich: Russische Grammatik (2013)
- 0067: Berneker, Erich: Russisches Lesebuch mit Glossar (1897)
- 0067: Berneker, Erich: Russisches Lesebuch mit Glossar (1903)
- 0068: Berneker, Erich: Russisch-deutsches Gesprächsbuch (1897)
- 0069: Weiser, Carl: Englische Literaturgeschichte (1910)
- 0070: Gercke, Alfred: Griechische Literaturgeschichte : mit Berücksichtigung der Geschichte der Wissenschaften (1911)
- 0070: Geschichte der griechischen Literatur. Bd. 1 SG 70 NESTLE-LIEBICH:GRIECHLITERATUR 1 3AE (1972)
- 0071: Rudolphi, Max: Allgemeine und physikalische Chemie (1898)
- 0071: Schulze, Werner: Allgemeine und physikalische Chemie. Teil 1 (1964)
- 0071: Schulze, Werner: Allgemeine und physikalische Chemie. Teil 1 (1942)
- 0071: Schulze, Werner: Allgemeine und physikalische Chemie. Teil 1 (1900)
- 0071: Schulze, Werner: Allgemeine und physikalische Chemie. Teil 1 (1955)
- 0071: Schulze, Werner: Allgemeine und physikalische Chemie. Teil 1 (1949)
- 0072: Doehlemann, Karl: Projective Geometrie in synthetischer Behandlung (1901)
- 0072: Doehlemann, Karl: Projektive Geometrie (1937) Hrsg. v. Timerding, Heinrich
- 0072: Doehlemann, Karl: Projektive Geometrie in synthetischer Behandlung (1901)
- 0072: Doehlemann, Karl: Projektive Geometrie in synthetischer Behandlung (1905)
- 0073: Haberlandt, Michael: Allgemeine Völkerkunde (1917)
- 0073: Haberlandt, Michael: Völkerkunde (1898)
- 0074: Schaefer, Karl: Die Baukunst des Abendlandes (1898)
- 0075: Kampmann, Carl: Die graphischen Künste (1909)
- 0075: Kampmann, Carl: Die graphischen Künste (1932). Hrsg. v. Schimkowitz, Herbert
- 0075: Kampmann, Carl: Die graphischen Künste (1941). Hrsg. v. Junk, Rudolf
- 0076: Jäger, Gustav: Theoretische Physik. Band 1: Mechanik (1930)
- 0076: Jäger, Gustav: Theoretische Physik. Band 1: Mechanik und Akustik (1898)
- 0077: Döring, Werner: Das elektromagnetische Feld (1900)
- 0077: Jäger, Gustav: Theoretische Physik. Band 2: Licht und Wärme (1898)
- 0077: Jäger, Gustav: Theoretische Physik. Band 2: Licht und Wärme (1916)
- 0078: Döring, Werner: Optik (1900)
- 0078: Jäger, Gustav: Theoretische Physik. Band 3: Elektrizität und Magnetismus (1930)
- 0079: Hempel, Heinrich: Gotisches Elementarbuch (1937)
- 0079: Jantzen, Hermann: Gotische Sprachdenkmäler (1929)
- 0079: Jantzen, Hermann: Gotische Sprachdenkmäler mit Grammatik, Übersetzung und Erläuterungen (1909)
- 0080: Hartmann, Karl Otto: Altertum und Mittelalter (1900)
- 0080: Hartmann, Karl Otto: Stilkunde (1908)
- 0080a: Weigert, Hans: Vorzeit, Antike, Mittelalter (1944)
- 0081: Schubert, Hermann: Vierstellige Tafeln und Gegentafeln für logarithmisches und trigonometrisches Rechnen in zwei Farben zusammengestellt (1926). Hrsg. v. Haussner, Robert
- 0081: Schubert, Hermann: Vierstellige Tafeln und Gegentafeln für logarithmisches und trigonometrisches Rechnen (1945). Hrsg. v. Haußner, Robert
- 0082: Votsch, Wilhelm: Grundriß der lateinischen Sprachlehre (1908)
- 0082: Votsch, Wilhelm: Grundriß der lateinischen Sprachlehre (1902)
- 0083: Hardy, Edmund: Indische Religionsgeschichte (1898)
- 0083: Hardy, Edmund: Indische Religionsgeschichte (1904)
- 0084: Schulze, Franz: Nautik (1898)
- 0084: Schulze, Dr. Franz: Nautik. Kurzer Abriß des täglich an Bord von Handelsschiffen angewandten Teils der Schiffahrtskunde (1919, ND)
- 0084: Schulze, Dr. Franz/Kuhl, Dr. Heinrich: Nautik. Kurzer Abriß des täglich an Bord von Handelsschiffen angewandten Teils der Schiffahrtskunde (1926, 4. umgearbeitete Auflage)
- 0085: Sternfeld, Professor Dr. R.: Französische Geschichte (EA 1898)
- 0085: Sternfeld, Richard: Französische Geschichte (2. verbesserte Auflage Neudruck; 1911)
- 0085: Roloff, Prof. Dr. Gustav: Französische Geschichte (EA 1934)
- 0086: Amsel, Dr. Georg: Kurzschrift. Lehrbuch der Vereinfachten Deutschen Stenographie (Einigungs-System Stolze-Schrey) nebst Schlüssel, Lesestücken und einem Anhang (EA 1899)
- 0087: Junker, Prof. Dr. Friedrich: Differentialrechnung (EA 1899)
- 0087: Junker, Friedrich: Differentialrechnung (1901)
- 0087: Junker, Friedrich: Differentialrechnung (1906)
- 0087: Junker, Friedrich: Differentialrechnung; mit 67 Figuren im Text (1911)
- 0087: Witting, Alexander: Differentialrechnung (1936)
- 0087: Witting, Alexander: Differentialrechnung (1949)
- 0087: Witting, Alexander: Differentialrechnung; mit 94 Figuren und 185 Beispielen (1931)
- 0088: Junker, Friedrich: Integralrechnung; mit 89 Figuren (1903)
- 0088: Witting, Prof. Dr. Alexander: Integralrechnung; mit 62 Figuren und 90 Beispielen (2., verbesserte Auflage, Durchgesehener ND, 1949)
- 0089: Simon, Dr. Max: Analytische Geometrie des Raumes; mit 28 Abbildungen (EA 1898)
- 0089: Simon, Dr. Max: Analytische Geometrie des Raumes; mit 28 Abbildungen (2., verbesserte Auflage 1903)
- 0089: Haußner, Prof. Dr. Robert: Analytische Geometrie des Raumes; mit 36 Figuren im Text (EA 1935)
- 0090: Achelis, Thomas: Ethik (1898)
- 0090: Achelis, Thomas: Ethik (1900)
- 0090: Achelis, Thomas: Ethik (1904)
- 0090: Achelis, Thomas: Ethik (1910)
- 0090: von der Pfordten, Prof. Dr. Otto: Ethik (1916; Neudruck 1919)
- 0091: Wislicenus, Dr. Walter Friedrich: Astrophysik (EA 1899, 1903)
- 0091: Wislicenus, Walter Friedrich: Astrophysik (3. neu bearbeitete Auflage 1909). Neu bearbeitet v. Ludendorff, Dr. H.
- 0092: Geissler, Kurt: Mathematische Geographie (EA 1898)
- 0092: Günther, Prof. Dr. Siegmund: Astronomische Geographie (1902, Durchgesehener Neudruck 1915)
- 0093: Dieffenbacher, Dr. Julius: Deutsches Leben im 12. Jahrhundert. Kulturhistorische Erläuterungen zum Nibelungenlied und zur Kudrun (EA 1899)
- 0093: Dieffenbacher, Julius; Öffentliches Leben (1907)
- 0094: Keßler, Prof. Heinrich: Die Photographie (2., verbesserte Auflage 1902)
- 0094: Keßler, Heinrich: Die Photographie (1906)
- 0094: Keßler, Prof. Heinrich: Die Photographie (5., neubearbeitete Auflage 1916)
- 0094: Keßler, Prof. Heinrich: Die Photographie (6., neubearbeitete Auflage 1920)
- 0095: Hoernes, Dr. Rudolf: Paläontologie; mit 87 Abbildungen (EA 1899)
- 0095: Hoernes, Rudolf: Paläontologie (1904)
- 0095: Hoernes, Rudolf: Paleontologie (1906)
- 0095: Abel, Prof. Dr. Othenio: Allgemeine Paläontologie; mit 54 Abbildungen (EA 1917)
- 0096: Kohlrausch, Prof. Dr. E.: Bewegungsspiele; mit 15 Abbildungen (2., verbesserte Auflage, 1908)
- 0096: Kohlrausch, Prof. Dr. E.: Bewegungsspiele; mit 19 Abbildungen (3., verbesserte Auflage, 1914)
- 0096: Kohlrausch, Prof. Dr. E. (+) / Sparbier, J.: Bewegungsspiele; mit 17 Abbildungen (4., vollständig umgearbeitete Auflage, 1927)
- 0097: Glaser, Dr. Robert: Stereometrie; mit 44 Figuren (EA 1899)
- 0097: Glaser, Prof. Dr. Robert: Stereometrie; mit 66 Figuren (2., umgearbeitete und vermehrte Auflage 1903)
- 0098: Lipps, Prof. Dr. G. F.: Grundriß der Psychophysik; mit 3 Figuren (2., neubearbeitete Auflage 1909)
- 0098: Lipps, Dr. G. F.: Grundriß der Psychophysik; mit 3 Figuren (3., neubearbeitete Auflage 1921)
- 0099: Hessenberg, Prof. Dr. Gerhard: Ebene und sphärische Trigonometrie; mit 70 Figuren (2., verbesserte Auflage 1904)
- 0099: Hessenberg, Gerhard: Ebene und sphärische Trigonometrie; mit 59 Figuren (3., neubearbeitete Auflage, Durchgesehener Neudruck 1926)
- 0100: Kaemmel, Prof. Dr. Otto: Sächsische Geschichte (EA 1899)
- 0100: Kaemmel, Otto: Sächsische Geschichte (1912)

## 101–200

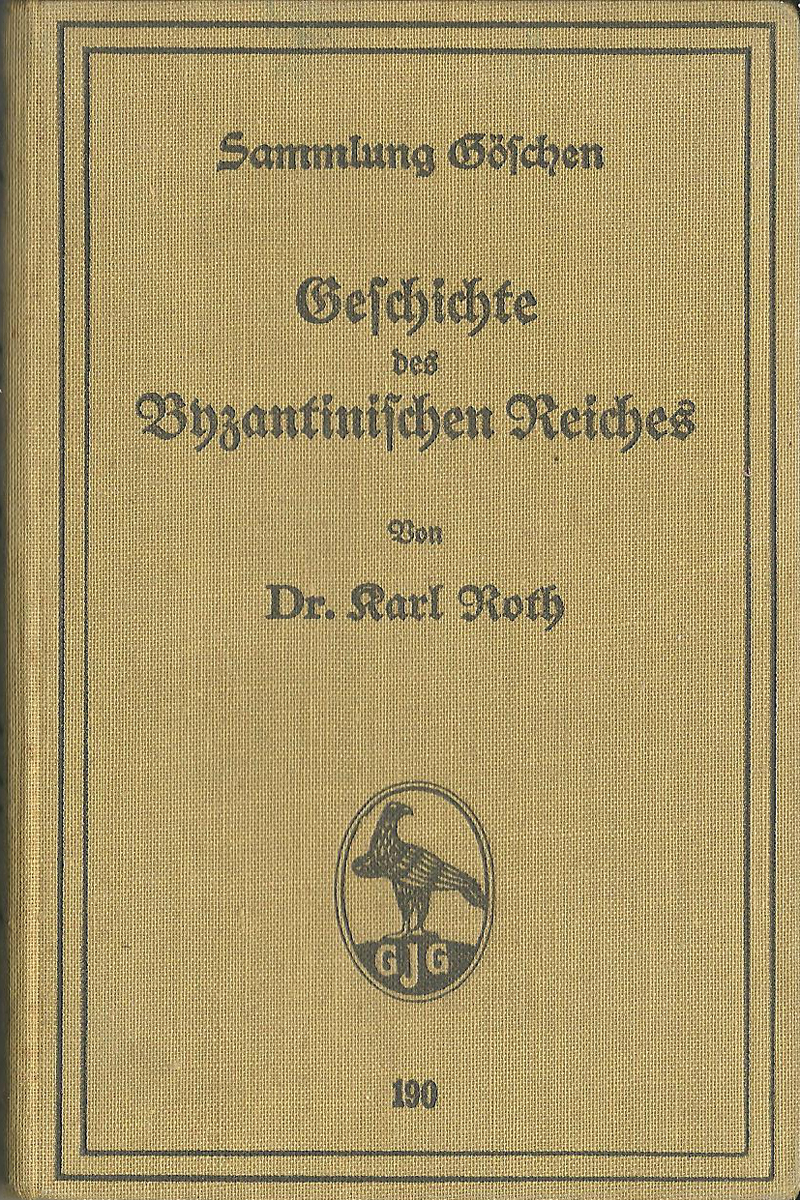
Geschichte des Byzantinischen Reiches von Karl Roth, Band 190 der Sammlung Göschen

- 0101: Achelis, Prof. Dr. Thomas: Sociologie (EA 1899)
- 0101: Simmel, Georg: Grundfragen der Soziologie (Individuum und Gesellschaft) (EA 1917)
- 0101: von Wiese, Prof. Dr. Leopold: Soziologie. Geschichte und Hauptprobleme (4. Auflage 1950)
- 0101/0101a: von Wiese, Prof. Dr. Leopold: Soziologie. Geschichte und Hauptprobleme (8. Auflage 1967)
- 0102: Reinhertz, Dr. Carl Johann Conrad: Geodäsie; mit 66 Abbildungen (Neudruck 1909)
- 0102: Reinhertz, Dr. C. / Förster, Dr. G.: Geodäsie (2., neubearbeitete Auflage 1912)
- 0102: Förster, Dr. Gustav: Geodäsie. Landesvermessung und Erdmessung (1927)
- 0103: Funk, Dr. Georg; Wechselkunde (EA 1899)
- 0103: Mothes, Dr. jur. Rudolf; Kaufmännische Rechtskunde I. Wechselwesen (EA 1908)
- 0103: Dahrendorf, Prof. Dr. Ralf: Industrie- und Betriebssoziologie (3. Auflage 1965)
- 0104: von Krones, Prof. Dr. Franz: Österreichische Geschichte von der Urzeit bis 1526 (EA 1899)
- 0104: von Krones, Prof. Dr. Franz / Uhlirz, Dr. Karl: Österreichische Geschichte von 1526 bis zum Tode König Albrechts II. (1439) (2., vollständig umgearbeitete Auflage von Dr. Karl Uhlirz, mit 11 Stammtafeln 1906)
- 0104/0104a: Hofstätter, Prof. Dr. Peter R.: Sozialpsychologie (EA 1956)
- 0104/0104a: Hofstätter, Prof. Dr. Peter R.: Sozialpsychologie (3. Auflage 1967)
- 0105: von Krones, Prof. Dr. Franz: Österreichische Geschichte von 1526 bis zur Gegenwart (EA 1900)
- 0105: von Krones, Prof. Dr. Franz / Uhlirz, Dr. Karl: Österreichische Geschichte II. Vom Tode König Albrechts II. bis zum Westfälischen Frieden (1440–1648) (2., vollständig umgearbeitete Auflage von Dr. Karl Uhlirz, mit 3 Stammtafeln 1907)
- 0106: Schwappach, Adam: Forstwissenschaft (1899; 3. verbesserte Auflage 1918)
- 0107: Muther, Richard: Geschichte der Malerei I. (Neudruck 1902)
- 0107: Hinnenthal, H.: Eisenbahnfahrzeuge I. Die Lokomotiven; mit 89 Abbildungen im Text und 2 Tafeln (Durchgesehener Neudruck 1913)
- 0107: Hinnenthal, H.: Eisenbahnfahrzeuge I. Die Dampflokomotiven; mit 95 Abbildungen im Text und 2 Tafeln (2., umgearbeitete und vermehrte Auflage 1921)
- 0108: Muther, Richard: Geschichte der Malerei II. (Neudruck 1902)
- 0108: Hinnenthal, Hans: Die Eisenbahnwagen und Bremsen ... (1900). Hrsg. v. Wolff, Ad.
- 0108: Hinnenthal, H.: Eisenbahnfahrzeuge II. Die Eisenbahnwagen und Bremsen; mit 56 Abbildungen im Text und 3 Tafeln (EA 1910)
- 0109: Muther, Richard: Geschichte der Malerei III. (EA 1900)
- 0109: Bujard, Alfons: Zündwaren (1910)
- 0110: Muther, Richard: Geschichte der Malerei IV. (EA 1900)
- 0110: Arndt, Kurt: Elektrometallurgie (1926)
- 0111: Muther, Richard: Geschichte der Malerei V. (EA 1900)
- 0111: Hoffmann, Prof. Dr. Otto: Geschichte der griechischen Sprache I. Bis zum Ausgange der klassischen Zeit (EA 1911)
- 0111/0111a: Hoffmann, Otto / Debrunner, Albert: Geschichte der griechischen Sprache I. Bis zum Ausgang der klassischen Zeit (4. Auflage bearbeitet von Dr. Anto Scherer 1969)
- 0112: Schott, Gerhard: Physische Meereskunde (1924)
- 0113: Rauter, Gustav: Allgemeine chemische Technologie (1910)
- 0114/0114 a: Debrunner, Albert / Hoffmann, Otto: Geschichte der griechischen Sprache. Band 2 Grundfragen und Grundzüge des nachklassischen Griechisch (2013) Hrsg. v. Scherer, Anton
- 0114: Köppen, Wladimir Peter (1846–1940): Klimakunde 1 – Allgemeine Klimalehre (1906)
- 0114: Köppen, Wladimir Peter (1846–1940): Klimakunde 1 – Allgemeine Klimalehre (1911) (2. verb. Auf.) Digitalisat der Polnischen Akademie der Wissenschaften
- 0115: Stern, Robert: Buchführung in einfachen und doppelten Posten (1900)
- 0116: Stegmann, Hans: Die Plastik des Abendlandes (1912)
- 0117: Kieckers, Ernst: Lautlehre (1925)
- 0118: Kieckers, Ernst: Formenlehre (1900)
- 0120: Halm, August: Harmonielehre (1900)
- 0120: Halm, August: Harmonielehre (1902)
- 0121: Möhler, Anton: Das Altertum und das erste christliche Jahrtausend (1914)
- 0121: Möhler, Anton: Geschichte der alten und mittelalterlichen Musik (1900)
- 0125: Vossler, Karl: Italienische Literaturgeschichte (1927)
- 0125: Voßler, Karl: Italienische Literaturgeschichte (1948)
- 0126: Much, Rudolf: Deutsche Stammeskunde (1905)
- 0127: Migula, Walter: Pflanzenbiologie (1906)
- 0128/0128a: Lausberg, Heinrich: Einleitung und Vokalismus (1963)
- 0128: Zauner, Adolf: Lautlehre und Wortlehre I (1900)
- 0129: Sieger, Robert: Die Alpen (1902)
- 0129: Sieger, Robert: Die Alpen (1923)
- 0131: Simroth, Heinrich: Entstehung und Weiterbildung der Tierwelt. Beziehungen zur organischen Natur (1923). Hrsg. v. Hempelmann, Friedrich
- 0132: Das deutsche Volkslied (1908) Hrsg. v. Sahr, Julius
- 0136: Mahler, Gottfried: Physikalische Formelsammlung (1901)
- 0136: Mahler, Gottfried: Physikalische Formelsammlung (1903)
- 0136: Mahler, Gottfried: Physikalische Formelsammlung (1910)
- 0136: Mahler, Gottfried: Physikalische Formelsammlung (1950). Hrsg. v. Mahler, Karl
- 0136: Mahler, Gottfried: Physikalische Formelsammlung (1959). Hrsg. v. Mahler, Karl
- 0136: Mahler, Gottfried: Physikalische Formelsammlung (1963). Hrsg. v. Mahler, Karl
- 0137: Dichtungen aus mittelhochdeutscher Frühzeit (1910) Hrsg. v. Jantzen, Hermann
- 0141: Geitler, Lothar: Morphologie der Pflanzen (1940)
- 0142: Haack, Wolfgang: Die wichtigsten Darstellungsmethoden (1900)
- 0142: Haack, Wolfgang: Die wichtigsten Darstellungsmethoden, Grund- und Aufriß ebenflächiger Körper (1967)
- 0142: Haußner, Robert: Elemente, ebenflächige Gebilde (1910)
- 0143: Haack, Wolfgang: Körper mit krummen Begrenzungsflächen (1965)
- 0143: Haussner, Robert: Darstellende Geometrie II. (1943)
- 0143: Haußner, Robert: Perspektive ebener Gebilde, Kegelschnitte (1929)
- 0144: Haack, Wolfgang: Axonometrie und Perspektive (1969)
- 0144: Haußner, Robert / Haack, Wolfgang: Zylinder, Kegel, Kugel, Rotations- und Schraubenflächen, Schattenkonstruktionen, Axonometrie (1931)
- 0145/0145a: Weimer, Hermann: Geschichte der Pädagogik (1967). Hrsg. v. Weimer, Heinz
- 0145: Weimer, H.: Geschichte der Pädagogik (1902)
- 0145: Weimer, Hermann: Geschichte der Pädagogik (1900)
- 0145: Weimer, Hermann: Geschichte der Pädagogik (1910)
- 0145: Weimer, Hermann: Geschichte der Pädagogik (1928)
- 0145: Weimer, Hermann: Geschichte der Pädagogik (1958)
- 0145: Weimer, Hermann: Geschichte der Pädagogik (1964)
- 0145: Weimer, Hermann: Geschichte der Pädagogik (2012). Hrsg. v. Weimer, Heinz
- 0146: Junker, Friedrich: Repetitorium und Aufgabensammlung zur Differentialrechnung (1907)
- 0146: Junker, Friedrich: Repetitorium und Aufgabensammlung zur Differentialrechnung (1916)
- 0146: Junker, Friedrich: Repetitorium und Aufgabensammlung zur Differentialrechnung (1902)
- 0146: Junker, Friedrich: Repetitorium und Aufgabensammlung zur Differentialrechnung (1911)
- 0146: Witting, Alexander: Repetitorium und Aufgabensammlung zur Differentialrechnung (1935)
- 0147: Junker, Friedrich: Repetitorium und Aufgabensammlung zur Integralrechnung (1906)
- 0147: Junker, Friedrich: Repetitorium und Aufgabensammlung zur Integralrechnung (1902)
- 0147: Junker, Friedrich: Repetitorium und Aufgabensammlung zur Integralrechnung (1928)
- 0147: Witting, Alexander: Repetitorium und Aufgabensammlung zur Differentialrechnung (1934)
- 0147: Witting, Alexander: Repetitorium und Aufgabensammlung zur Integralrechnung (1944)
- 0148: Borght, Richard: Allgemeine Abteilung (1923)
- 0148: Borght, Richard: Finanzwissenschaft (1902)
- 0148: Borght, Richard: Finanzwissenschaft (1923)
- 0151: von Wagner, Prof. Dr. Franz: Schmarotzer und Schmarotzertum in der Tierwelt (1902)
- 0155: Rellstab, Ludwig: Das Fernsprechwesen (1902)
- 0155: Winkelmann, Wilhelm: Grundlagen und Einzelapparate der Fernsprechtechnik (1925)
- 0160: Ockel, Hans: Bayerische Geschichte (1910)
- 0161: Weitbrecht, Carl: Deutsche Literaturgeschichte der Klassikerzeit (1902)
- 0162: Haberlandt, Michael: Die Haupt-Literaturen des Orients. Teil 1 Die Literaturen Ostasiens und Indiens (2016)
- 0163: Haberlandt, Michael: Die Literaturen der Perser, Semiten und Türken (1902)
- 0164: Grunsky, Karl: Musikgeschichte seit Beginn des 19. Jahrhunderts I. (1908)
- 0165: Grunsky, Karl: Musikgeschichte seit Beginn des 19. Jahrhunderts II. (1902)
- 0167: Beer, Rudolf: Spanische Literaturgeschichte (1903)
- 0170: Sternberg, Theodor: Das System (1904)
- 0171/0171a: Oehlmann, Werner: Die Musik des 20. Jahrhunderts (1900)
- 0171: Eddalieder (1903) Hrsg. v. Ranisch, Wilhelm
- 0173: Bruhns, Willy: Petrographie (Gesteinskunde) (1926). Hrsg. v. Ramdohr, Paul
- 0173: Bruhns, Willy: Petrographie (Gesteinskunde) (1939). Hrsg. v. Ramdohr, Paul
- 0173: Bruhns, Willy: Petrographie (Gesteinskunde) (1966). Hrsg. v. Ramdohr, Paul
- 0173: Bruhns, Willy: Petrographie <Gesteinskunde> (1972). Hrsg. v. Ramdohr, Paul [Bearb.]
- 0174: Beckh, Hermann: Einleitung (1928)
- 0174: Hardy, Edmund: Buddha (1905)
- 0175: Nippoldt, A.: Erdmagnetismus, Erdstrom und Polarlicht (1903)
- 0176: Goetz, Wilhelm: Landeskunde des Königreichs Bayern (1904)
- 0177: Borght, Richard van der: Volkswirtschaftspolitik (1910)
- 0177: Borght, Richard van der: Volkswirtschaftspolitik (1918)
- 0178: Hauber, Wilhelm: Die Grundlehren der Statik starrer Körper (1919)
- 0178: Hauber, Wilhelm: Die Grundlehren der Statik starrer Körper (1911)
- 0178: Schleicher, Ferdinand: Die Grundlagen der Statik starrer Körper (1930)
- 0178: Schleicher, Ferdinand: Statik (1900)
- 0179: Hauber, Wilhelm: Angewandte (techn.) Statik (1907)
- 0180: Loewy, Alfred (1873–1935). Versicherungsmathematik (1910) (Digitalisat der Polnischen Akademie der Wissenschaften)
- 0180: Böhm, Friedrich: Elemente der Versicherungsrechnung (1946)
- 0181: Jantzen, Hermann: Literaturdenkmäler des 14. und 15. Jahrhunderts (1903)
- 0181: Jantzen, Hermann: Literaturdenkmäler des 14. und 15. Jahrhunderts (1911)
- 0182: Beaux, Theodor de: Deutsche Handelskorrespondenz (1916)
- 0183: Beaux, Theodor de: Französische Handelskorrespondenz (1930). Hrsg. v. Snycker, Alexander
- 0183: Beaux, Theodor: Französische Handelskorrespondenz (1910)
- 0188: Largiadèr, Anton: Die Geschichte der Schweiz (1927)
- 0189: Arnold, Robert Franz: Die Kultur der Renaissance (1905)
- 0189: Arnold, Robert Franz: Die Kultur der Renaissance (1914)
- 0190: Roth, Karl: Geschichte des Byzantinischen Reiches (1904)
- 0192: Bauer, Karl Hugo: Aliphatische Verbindungen (1900)
- 0196/0196a: Mohr, Otto: Grundlagen der allgemeinen Elektrotechnik (1900)
- 0197: Herrmann, Immanuel: Die Gleichstromtechnik (1904)
- 0197: Herrmann, Immanuel: Die Gleichstromtechnik (1938)
- 0197: Mohr, Otto: Die wichtigsten elektrischen u. physikalischen Grunderscheinungen (1956)
- 0197: Mohr, Otto: Grundlagen der allgemeinen Elektrotechnik (1956)
- 0198: Mohr, Otto: Schaltvorgänge, Widerstandsformen, Messtechnik (1900)

### 201–300

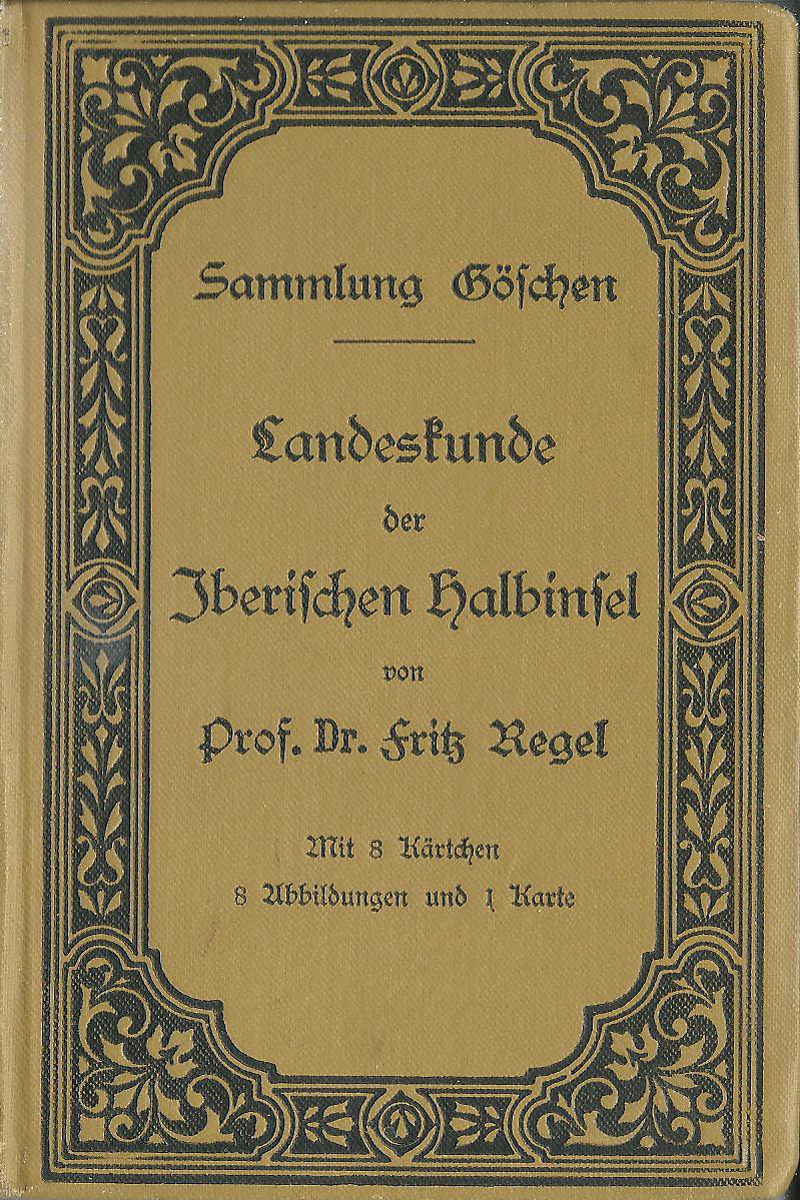
Landeskunde der Iberischen Halbinsel von Fritz Regel, Band 235 der Sammlung Göschen

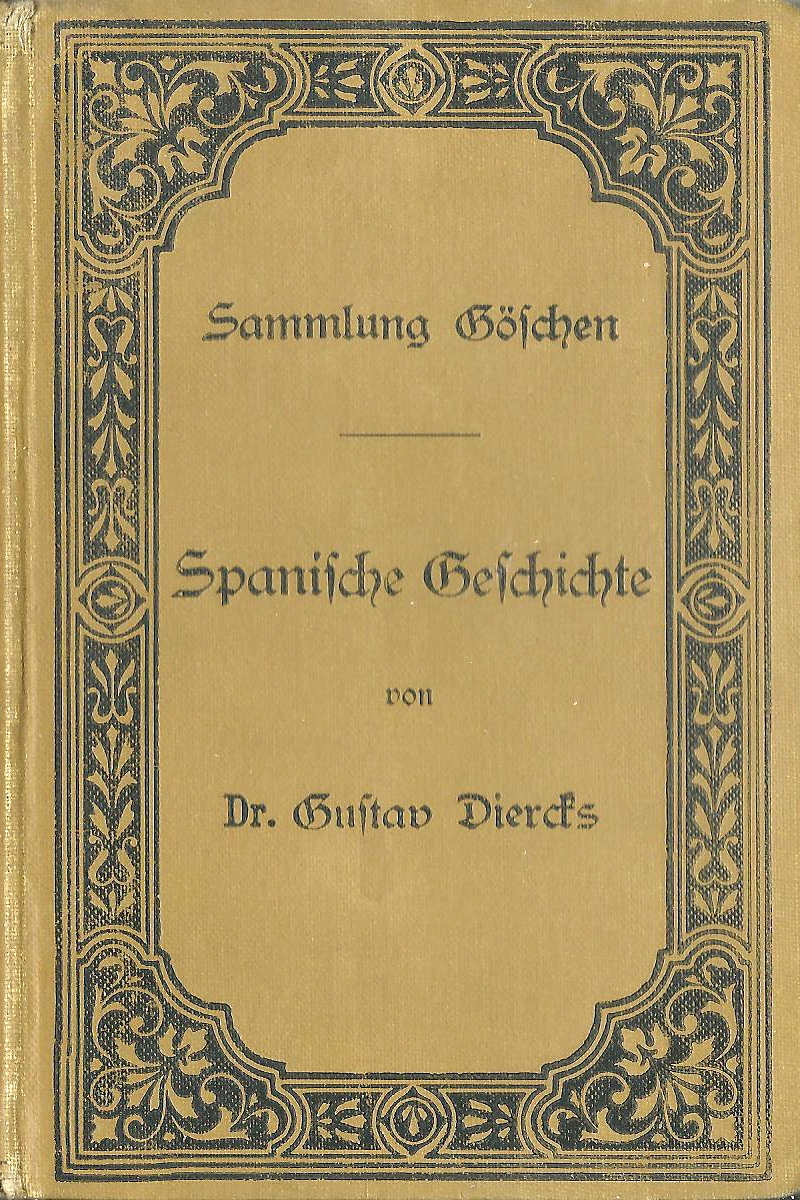
Spanische Geschichte von Gustav Diercks, Band 266 der Sammlung

- 0201: Wedekind, E.: Stereochemie (1900)
- 0201: Wedekind, Edgar Léon Waldemar Otto: Stereochemie (1904)
- 0202: Kerp, Heinrich: Landeskunde von Skandinavien (1904)
- 0203: Sombart, Werner: Organisation und Geschichte des Gewerbes (1929)
- 0204: Sombart, Werner: Das Gewerbe im Zeitalter des Hochkapitalismus (1929)
- 0208: Achelis, Thomas: Abriss der vergleichenden Religionswissenschaft (1908)
- 0209: Sombart, Werner: Die gewerbliche Arbeiterfrage (1912)
- 0210: Bruhns, Willy: Kristallographie (1904)
- 0210: Bruhns, Willy: Kristallographie (1926). Hrsg. v. Ramdohr, Paul
- 0210: Bruhns, Willy: Kristallographie (1944). Hrsg. v. Ramdohr, Paul
- 0211: Benrath, Alfred: Die Nichtmetalle und ihre Verbindungen I (1922)
- 0212: Benrath, Alfred: Die Nichtmetalle und ihre Verbindungen II (1922)
- 0213: Reinhardstoettner, Karl: Portugiesische Literaturgeschichte (1904)
- 02132: Haack, Wolfgang: Axonometrie und Perspektive (1900)
- 0218: Jacobi, Arnold: Tiergeographie (1939)
- 0220/0220a: Moser, Hans Joachim: Allgemeine Musiklehre (2013)
- 0220: Krehl, Stephan: Allgemeine Musiklehre (1918)
- 0220: Krehl, Stephan: Allgemeine Musiklehre (1927)
- 0220: Krehl, Stephan: Allgemeine Musiklehre (1933). Hrsg. v. Gernried, Robert
- 0221: Röhm, Otto: Maßanalyse (1904)
- 0221: Röhm, Otto: Maßanalyse (1919)
- 0222: Staerk, Willy: Die Entstehung des Alten Testamentes (1912)
- 0224: Barth, Friedrich: Die mit Dampf betriebenen Motoren nebst 22 Tabellen über ihre Anschaffungs- und Betriebskosten (1904)
- 0224: Barth, Friedrich: Einleitung. Dampfkraftanlagen. Verschiedene Kraftmaschinen (1919)
- 0225: Barth, Friedrich: Verschiedene Motoren nebst 22 Tabellen über ihre Anschaffungs- und Betriebskosten (1905)
- 0226/0226a: Hofmann, Joseph Ehrenfried: Von den Anfängen bis zum Auftreten von Fermat und Descartes (1963)
- 0226: Hofmann, Joseph Ehrenfried: Von den Anfängen bis zum Auftreten von Fermat und Descartes (1953)
- 0226: Sturm, Ambros: Geschichte der Mathematik bis zum Ausgange des 18. Jahrhunderts (1911)
- 0229: Mielke, Hellmuth: Geschichte des deutschen Romans (1904)
- 0229: Mielke, Hellmuth: Geschichte des deutschen Romans (1909)
- 0231: Benzinger, Immanuel: Geschichte Israels bis auf die griechische Zeit (1904)
- 0234: Mahler, Gottfried: Physikalische Aufgabensammlung; mit den Resultaten (1911)
- 0235: Regel, Fritz: Landeskunde der Iberischen Halbinsel (1905)
- 0236: Vonderlinn, Jakob: Schattenkonstruktionen (1907)
- 0238: Krahe, Hans: Einleitung und Lautlehre (1900)
- 0238: Loewe, Richard (1863–1931): Germanische Sprachwissenschaft (enthält Einleitung, Lautlehre und Formenlehre) (1905) Digitalisat der UB Rzeszow
- 0238: Loewe, Richard (1863–1931): Germanische Sprachwissenschaft I. Einleitung und Lautlehre (1918)
- 0238: Loewe, Richard (1863–1931): Germanische Sprachwissenschaft I. Einleitung und Lautlehre (4., neubearbeitete Auflage 1933)
- 0238: Krahe, Prof. Dr. Hans: Germanische Sprachwissenschaft I. Einleitung und Lautlehre (2. Auflage 1948)
- 0238: Krahe, Hans: Einleitung und Lautlehre (1960)
- 0238: Krahe, Hans: Einleitung und Lautlehre (1963)
- 0239: Grunsky, Karl: Musikgeschichte des 17. Jahrhunderts (1925)
- 0240: Legahn, August Friedrich: Physiologische Chemie (1923)
- 0241: Legahn, August Friedrich: Dissimilation (1905)
- 0243: Mahler, G.: Physikalische Aufgabensammlung (1905)
- 0243: Mahler, Gottfried: Physikalische Aufgabensammlung (1927). Hrsg. v. Mahler, Karl [Bearb.]
- 0243: Mahler, Gottfried: Physikalische Aufgabensammlung (1952). Hrsg. v. Mahler, Karl
- 0243: Mahler, Gottfried: Physikalische Aufgabensammlung (1955). Hrsg. v. Mahler, Karl
- 0243: Mahler, Gottfried: Physikalische Aufgabensammlung (1961). Hrsg. v. Mahler, Karl
- 0243: Mahler, Gottfried: Physikalische Aufgabensammlung (1964). Hrsg. v. Mahler, Karl / Graewe, Herbert
- 0245: Sieveking, Heinrich: Auswärtige Handelspolitik (1900)
- 0245: Sieveking, Heinrich: Auswärtige Handelspolitik (1927)
- 0246: Schramm, Albert: Stenographie nach dem System von F. X. Gabelsberger (2014)
- 0247: Hoppe, Johannes: Reaktionen (1928)
- 0247: Hoppe, Johannes: Reaktionen (1950)
- 0248: Hoppe, Johannes: Gang der qualitativen Analyse (1928)
- 0248: Hoppe, Johannes: Gang der qualitativen Analyse (1950)
- 0250: Zauner, Adolf: Wortlehre II und Syntax (1900)
- 0251: Schmitthenner, Fritz: Pharmakognosie des Pflanzen- und Tierreiches (1905)
- 0253: Danneel, Heinrich: Experimentelle Elektrochemie (1923)
- 0253: Daßler, Adolf: Elektrochemie und ihre physikalisch-chemischen Grundlagen (1950)
- 0256: Bürklen, Otto Th.: Aufgabensammlung zur analytischen Geometrie der Ebene (1905)
- 0257: Humburg, Karl: Die Gleichstrommaschine (1944)
- 0257: Humburg, Karl: Die Gleichstrommaschine (1956)
- 0257: Kinzbrunner, Carl: Die Gleichstrommaschine (1911)
- 0260: Vonderlinn, Jakob: Parallelperspektive (1900)
- 0261: Leher, Dr. Ernst: Das Wasser und seine Verwendung in Industrie und Gewerbe (EA 1905)
- 0262: Moldenhauer, Paul: Allgemeine Versicherungslehre (1911)
- 0262: Moldenhauer, Paul: Das Versicherungswesen (1905)
- 0264: Bauer, Hugo: Von den ältesten Zeiten bis zur Verbrennungstheorie von Lavoisier (1905)
- 0264: Lockemann, Georg: Vom Altertum bis zur Entdeckung des Sauerstoffs (1950)
- 0265/0265a: Lockemann, Georg: Von der Entdeckung des Sauerstoffs bis zur Gegenwart (1955)
- 0266: Diercks, Gustav: Spanische Geschichte (1905)
- 0267: Manes, Alfred: Die Arbeiterversicherung (1905)
- 0267: Manes, Alfred: Sozialversicherung (1912)
- 0268: Migula, W.: Pteridophyten, Coniferen und Monocotyledonen (1906)
- 0268: Migula, Walter: Pteridophyten, Coniferen und Monocotyledonen (1906)
- 0269 Migula, Walter: Exkursionsflora von Deutschland zum Bestimmen der häufigeren in Deutschland wildwachsenden Pflanzen (1906)
- 0270: Bernheim, Ernst: Einleitung in die Geschichtswissenschaft (1936)
- 0270: Bernheim, Ernst: Einleitung in die Geschichtswissenschaft (1900)
- 0270: Bernheim, Ernst: Einleitung in die Geschichtswissenschaft (1912)
- 0270: Bernheim, Ernst: Einleitung in die Geschichtswissenschaft (1905)
- 0270: Kirn, Paul: Einführung in die Geschichtswissenschaft (1968) Hrsg. v. Leuschner, Joachim
- 0272: Staerk, Willy: Die Entstehung des Alten Testaments (1905)
- 0275: Seiler, Friedrich: Von Anfang an bis zum Ende des 18. Jahrhunderts (1906)
- 0279: Jacob, Karl: Einleitung, allgemeiner Teil, die Zeit der Karolinger (1900)
- 0279: Jacob, Karl: Einleitung, allgemeiner Teil, die Zeit der Karolinger (1959). Hrsg. v. Hohenleutner, Heinrich
- 0279: Jacob, Karl: Einleitung. Allgemeiner Teil. Die Zeit der Karolinger (1900)
- 0279: Jacob, Karl: Quellenkunde der deutschen Geschichte im Mittelalter: bis zur Mitte des 15. Jahrhunderts (1906)
- 0280: Jacob, Karl: Die Kaiserzeit (1968) Hrsg. v. Hohenleutner, Heinrich
- 0280: Jacob, Karl: Die Kaiserzeit (911–1250) (1949)
- 0281: Leisegang, Hans: Einführung in die Philosophie (1951)
- 0281: Leisegang, Hans: Einführung in die Philosophie (1956). Hrsg. v. Müller, Johannes
- 0281: Leisegang, Hans: Einführung in die Philosophie (1960). Hrsg. v. Müller, Johannes
- 0283: Sind, August: Maß-, Münz- und Gewichtswesen (1923)
- 0285: Clemen, Carl: Die Entstehung des Neuen Testaments (1926)
- 0285: Clemen, Carl: Die Entstehung des Neuen Testaments (1926)
- 0286: Schröer, M. M. Arnold: Von den ältesten Zeiten bis Spenser (1911)
- 0286: Schröer, Michael Martin Arnold: Von den ältesten Zeiten bis Spenser (1927)
- 0286: Schröer, Michael Martin Arnold: Von den ältesten Zeiten bis Spenser (1906)
- 0287: Schröer, Michael Martin Arnold: Von Shakespeare bis zur Gegenwart (1906)
- 0288: Hauber, Wilhelm: Festigkeitslehre (1913)
- 0288: Hauber, Wilhelm: Festigkeitslehre (1919)
- 0288: Hauber, Wilhelm: Festigkeitslehre (1923)
- 0290: Vogdt, Rudolf: Pumpen und Druckwasseranlagen (1929)
- 0291: Brockelmann, Carl: Semitische Sprachwissenschaft (1906)
- 0294: Kistner, Adolf: Geschichte der Physik. Teil 2: Die Physik von Newton bis zur Gegenwart (1906)
- 0297: Lexis, Wilhelm: Die Effektenbörse und die innere Handelspolitik (1912)

### 301–400

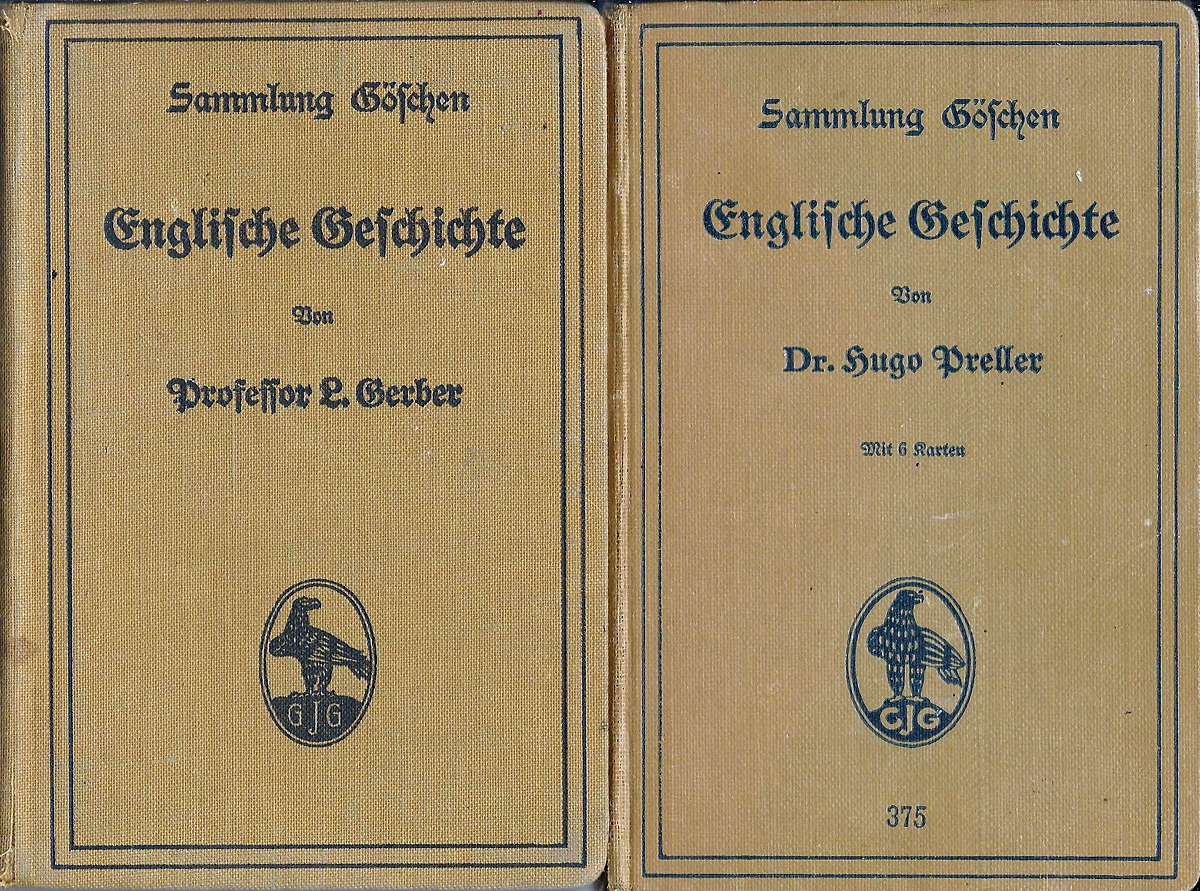
Band 375, Englische Geschichte, war 1914 ursprünglich von Lambert Gerber herausgegeben worden, die Neuauflage verfasste 1934 Hugo Preller

- 0302: Weitbrecht, Wilhelm: Ausgleichungsrechnung nach der Methode der kleinsten Quadrate (1906)
- 0307: Heydenreich, Willy: Die Entwicklung des heutigen Feldgeschützes auf Grund der Erfindung des rauchlosen Pulvers, etwa 1890 bis zur Gegenwart (1906)
- 0309: Bürklen, Otto Theodor: Aufgaben zur analytischen Geometrie des Raumes (1923)
- 0313: Geitz, August: Metallurgie (1925)
- 0314: Geitz, August: Metallurgie (1925)
- 0315: Kawraysky, Theodor: Russische Handelskorrespondenz (1907)
- 0318: Hoffmann, Hermann: Deutsches Kolonialrecht (1907)
- 0318/0318a: Schmidt, Fritz Anton Franz / Beckers, Arno: Industrielle Kraft- und Wärmewirtschaft (1957)
- 0319: Hassert, Ernst Emil Kurt: Landeskunde und Wirtschaftsgeographie des Festlandes Australien (1907)
- 0320: Brunhuber, Robert: Das moderne Zeitungswesen (1900)
- 0321: Heilmeyer, Alexander: Die Plastik seit Beginn des 19. Jahrhunderts (1907)
- 0324: Oertmann, Paul: Allgemeine Lehren (1907)
- 0324: Oertmann, Paul: Die einzelnen Schuldverhältnisse (1929)
- 0325: Staerk, Willy: Der historische und kulturgeschichtliche Hintergrund des Urchristentums (1907)
- 0326: Staerk, Willy: Die Religion des Judentums im Zeitalter des Hellenismus und der Römerherrschaft (1907)
- 0329: Grauer, Karl: Pflanzenernährung (1907)
- 0332: Fritz, Gottlieb / Plate, Otto: Volksbüchereien (1924)
- 0333: Brunswig, H: Die Explosivstoffe – Einführung in die Chemie der explosiven Vorgänge (1918)
- 0335: Braun, Karl: Die Fette und Öle (1900 [hrsg. von Theodor Klug], 1926, 1945)
- 0336: Braun, Karl: Die Seifenfabrikation (1900) (hrsg. von Theodor Klug)
- 0338: Brandenburger, Clemens (1879–1947): Polnische Geschichte (1907) (Digitalisat Polona – Polnische Nationalbibliothek)
- 0339: Wassermann, Martin: Generalklausel, Reklameauswüchse, Ausverkaufswesen, Angestelltenbestechung (1911)
- 0342: Körting, Johannes: Heizung und Lüftung. Teil 1, Das Wesen und die Berechnung der Heizungs- und Lüftungsanlagen (1907)
- 0343: Körting, Johannes: Heizung und Lüftung. Teil 2, Die Ausführung der Heizungs- und Lüftungsanlagen (1907/1923/1929)
- 0343: Körting, Werner: Die Ausführung der Heizungs- und Lüftungsanlagen (1953)
- 0344: Grunsky, Karl: Musikästhetik (1911)
- 0344: Grunsky, Karl: Musikästhetik (1923)
- 0347: Möhler, Anton: Das zweite christliche Jahrtausend (von ca. 1000 – 1600) (1907)
- 0348: Nussbaum, Hans Christian: Die Hygiene des Städtebaus (1907)
- 0349: Rößle, Karl: Der Eisenbetonbau (1907)
- 0350: Roth, Emanuel: Gewerbehygiene (1907)
- 0351: Salomon, Ludwig: Allgemeine Geschichte des Zeitungswesens (1907)
- 0352: Devrient, Ernst: Thüringische Geschichte (1907)
- 0353: Tönnies, Ferdinand: Die Entwicklung der sozialen Frage bis zum Weltkriege (1926)
- 0354: Valentiner, Siegfried: Vektoranalysis (1907)
- 0354/0354a: Valentiner: Vektoren und Matrizen (1960, 1967; hrsg. von Hermann König [Mitarb.])
- 0355: Neger, Franz Wilhelm: Die Nadelhölzer (Koniferen) und übrigen Gymnospermen (1900 [hrsg. von Bruno Huber], 1927 [hrsg. von Ernst Münch])
- 0361: Schlittgen, J.: Das Urheberrecht an Werken der Literatur und der Tonkunst, das Verlagsrecht und das Urheberrecht an Werken der bildenden Künste und der Photographie (1900)
- 0363: Nussbaum, Hans Christian: Die Hygiene des Wohnungswesens (1907)
- 0365: Prosa (1912) (hrsg. von Hans Legband)
- 0366: Wrzodek, G.: Die Entwicklung der Handfeuerwaffen (1908)
- 0368: Schramm, Albert: Die Redeschrift des Gabelsbergerschen Systems (1908)
- 0370: Halle, Ernst: Die Seemacht in der deutschen Geschichte (1900)
- 0374: Döring, Werner: Thermodynamik (1900)
- 0375: Gerber, Lambert: Englische Geschichte (1908/1923)
- 0375: Preller, Hugo: Englische Geschichte (1934)
- 0376: Greim, Georg: Landeskunde des Großherzogtums Hessen, der Provinz Hessen-Nassau und des Fürstentums Waldeck (1908)
- 0378: Meisenheimer, Johannes: Furchung, Primitivanlagen, Larven, Formbildung (1927/1933)
- 0380: Wolff, Carl: Öffentliche Bade- und Schwimmanstalten (1908)
- 0384: Lindecke, Otto: Das Genossenschaftswesen in Deutschland (1900/1908)
- 0386: Brandis, Otto: Allgemeine Lehren (1908)
- 0389/0389a: Diels, Ludwig (1874–1945): Pflanzengeographie (1900 [hrsg. von Fritz Mattick])
- 0389: Diels, Ludwig: Pflanzengeographie (1900 / 1908 / 3. umgearbeitete Auflage 1929) Digitalisat der Polnischen Akademie der Wissenschaften
- 0390: Krehl, Stephan: Kontrapunkt (1912)
- 0391: Borght, Richard: Besonderer Teil (Steuerlehre) (1908)
- 0391: Borght, Richard: Besonderer Teil (Steuerlehre) 1. Hälfte (1916)
- 0392: Siercks, H.: Das deutsche Fortbildungsschulwesen (1908)
- 0393: Pilger, R.: Das System der Blütenpflanzen mit Ausschluß der Gymnospermen (1908/1919)
- 0395: Krebs, Erich: Die wichtigsten Ausdrücke des Maschinen- und Schiffbaues (1931)
- 0396: Krebs, Erich: Englisch-Deutsch (1926/1932)
- 0398: Walser, Hermann: Landeskunde der Schweiz (1908)
- 0399: Beutinger, Emil: Die Bauführung (1914)
- 0400: Brunhuber, Robert: Das deutsche Zeitungswesen (1908)

### 401–500
- 0402: Fischer, Paul Bernhard: Determinanten (1928)
- 0402: Fischer, Paul Bernhard: Determinanten (1932)
- 0404: Garsin, Vsevolod Michajlovi: Razskazy (1909). Hrsg. v. Boehme, Erich
- 0406: Kossmat, Franz: Paläogeographie (1908)
- 0408: Walther, Karl: Die Maschinen zum Mähen, zur Heuwerbung und zum Ernten der Wurzelfrüchte (1923)
- 0415: Fischbach, Oskar Georg: Allgemeines Staatsrecht (1923)
- 0422: Gottschald, Max: Die deutschen Personennamen (1955)
- 0423: Adler, August: Fünfstellige Logarithmen (1923)
- 0423: Adler, August: Fünfstellige Logarithmen (1942)
- 0423: Adler, August: Fünfstellige Logarithmen (1962). Hrsg. v. Erlebach, Joachim
- 0425: Wolcke, Alfred: Postrecht (1909)
- 0426: Schwarz, Otto: Die Steuersysteme des Auslandes (1908)
- 0431: Werth, Emil: Das Eiszeitalter (1909)
- 0433: Borchers, Heinz: Metallkunde II. Eigenschaften. Grundzüge der Form- und Zustandsgebung. Einführendes über Aufbau, Eigenschaften und Untersuchung von Metallen und Legierungen sowie über Grundlagen des Schmelzens, des Gießens, des Verformend, der Wärmebehandlung, der Oberflächenbehandlung, der Verbinde- und Trennarbeiten (2. Auflage 1952)
- 0433: Borchers, Prof. Dr.-Ing. Heinz: Metallkunde II. Eigenschaften. Grundzüge der Form- und Zustandsgebung (3. und 4. Auflage 1959)
- 0435: Beutel, Eugen: Kurvendiskussion (1909)
- 0435: Wieleitner, Heinrich: Gestaltliche Verhältnisse (1930)
- 0435: Wieleitner, Heinrich: Gestaltliche Verhältnisse (1943)
- 0436: Beutel, Eugen: Theorie und Kurven dritter und vierter Ordnung (1911)
- 0436: Wieleitner, Heinrich: Allgemeine Eigenschaften (1943)
- 0443: Vetterlein, Ernst: Die Baukunst des Schulhauses, Teil 1 (1909¹/1914²)
- 0444: Vetterlein, Ernst: Die Baukunst des Schulhauses, Teil 2 (1909¹/1914²)
- 0445: Asmus, Erik: Physikalisch-chemische Rechenaufgaben (1947)
- 0445: Asmus, Erik: Physikalisch-chemische Rechenaufgaben (1967)
- 0447: Oertmann, Paul: Die einzelnen Schuldverhältnisse (1907)
- 0447: Oertmann, Paul: Einleitung (1926)
- 0449: Achelis, Thomas: Die Religionen der Naturvölker im Umriß (1909)
- 0452/0452a: Bahrdt, Wilhelm / Scheer, Roderich: Stöchiometrische Aufgabensammlung (1900)
- 0452/0452a: Bahrdt, Wilhelm / Scheer, Roderich: Stöchiometrische Aufgabensammlung (1967)
- 0452: Bahrdt, Wilhelm / Scheer, Roderich: Stöchiometrische Aufgabensammlung (1960)
- 0452: Bahrdt, Wilhelm / Scheer, Roderich: Stöchiometrische Aufgabensammlung (1957)
- 0452: Bahrdt, Wilhelm / Scheer, Roderich: Stöchiometrische Aufgabensammlung (1900)
- 0453: Krebs, Erich: Deutsch-Französisch (1909)
- 0453: Krebs, Erich: Die wichtigsten Ausdrücke des Maschinen- und Schiffbaues (1931)
- 0455: Vageler, Dr. P.: Bodenkunde (1909)
- 0455: Vageler, Dr. P.: Bodenkunde (2., völlig umgearbeitete Auflage 1921)
- 0460: Diener, Karl: Paläontologie und Abstammungslehre (1910)
- 0465: Mannheim, Emil: Toxikologische Chemie (1909)
- 0466: Neuse, Richard: Landeskunde von Frankreich (1910)
- 0467: Neuse, Richard: Landeskunde von Frankreich (1910)
- 0468: Grossmann, Walter: Stückvermessung und Nivellieren (1958). Hrsg. v. Werkmeister, Paul
- 0468: Werkmeister, Paul: Feldmessen und Nivellieren (1910)
- 0469: Werkmeister, Paul / Grossmann, Walter: Horizontalaufnahmen und ebene Rechnungen (1900)
- 0469: Werkmeister, Paul: Horizontalaufnahmen und ebene Rechnungen (1959). Hrsg. v. Großmann, Walter
- 0470: Haselhoff, Emil: Agrikulturchemische Untersuchungsmethoden (1909)
- 0471: Schwarz, Tjard: Die Entwickelung des Kriegsschiffbaues vom Altertum bis zur Neuzeit. Teil 1: Das Zeitalter der Ruderschiffe und der Segelschiffe für die Kriegführung zur See vom Altertum bis 1840 (2014)
- 0473: Haselhoff, Emil: Wasser und Abwässer (1900)
- 0475: Boehme, Erich: Kleines russisches Vokabelbuch (1910)
- 0476: Thum, August: Die Metalle als Konstruktionswerkstoffe, ihre Festigkeitsaufgaben und Prüfungsarten. Die Eisenlegierungen und ihre allgemeinen Eigenschaften (1926)
- 0478: Kleinpaul, Rudolf: Länder- und Völkernamen (1910)
- 0479: Funk, Salomon: Die Entstehung des Talmuds (1910)
- 0482: Eckardt, Wilhelm Richard (1879–1930). Paläoklimatologie (1910) Digitalisat der Polnischen Akademie der Wissenschaften
- 0484: Conrad, Walter: Technik des Bankwesens (1910)
- 0484: Eichenseer, Carl: Technik des Bankbetriebes (1900)
- 0488: Daniels, Emil: Das antike Kriegswesen (1910)
- 0488: Daniels, Emil: Das antike Kriegswesen (1910)
- 0490: Opitz, Carl: Dächer, Wandbekleidungen, Simsschalungen, Sock-, Bohlen- und Bretterwände, Zäune, Türen, Tore, Tribünen und Baugerüste (1910)
- 0491: Haren, R.: Aufgabensammlung zur Festigkeitslehre mit Lösungen (1910)
- 0491: Haren, R.: Aufgabensammlung zur Festigkeitslehre mit Lösungen (1923). Hrsg. v. Furtmayr, Josef
- 0493: Iltis, Paul: Die Pressluftwerkzeuge (1910)
- 0497: Vergilius Maro, Publius: Einleitung und Aeneis (1911). Hrsg. v. Ziehen, Julius
- 0498: Daniels, Emil: Das mittelalterliche Kriegswesen (1927)
- 0500: Simmel, Georg: HauptProbleme der Philosophie (1950)

### 501–600
- 0503: Viehweger, Emil: Türen und Tore, Anordnung und Konstruktion, Haustüren, Tore, Balkontüre, Flurtüren (1925)
- 0504: Gasch, Rudolf: Geschichte der Turnkunst (1910)
- 0508: Hack, Franz: Wahrscheinlichkeitsrechnung (1911)
- 0510: Wolcke, Alfred: Die Stellung des deutschen Telegraphenwesens im öffentlichen Rechte (1911)
- 0512: Salzmann, Heinrich: Speicher und Lagerhäuser (1911)
- 0513: Salzmann, Heinrich: Fabriken (1925)
- 0515: Schwab, Carl: Empfangsgebäude, Nebengebäude, Güterschuppen, Lokomotivschuppen (1911)
- 0517: Mayer, Max Ernst: Das Disziplinar- und Beschwerderecht für Heer und Marine (1910)
- 0521: Marcard, Walter: Dampfkessel (1939)
- 0522: Tschierschky, Siegfried: Kartell und Trust (1932)
- 0525: Wöhler, Max: Gasthäuser und Hotels. Band 1, Die Bestandteile und die Einrichtung des Gasthauses (1911/1923)
- 0526: Wöhler, Max: Gasthäuser und Hotels. Band 2, Die verschiedenen Arten von Gasthäusern (1911)
- 0529: Möbius, August Ferdinand: Kometen, Meteore und das Sternsystem (hrsg. von Hermann Kobold) (1911/1916)
- 0532: Hinrichs, Willy: Einführung in die geometrische Optik (1911)
- 0534: Rieß, Alfons: Kommunale Wirtschaftspflege (1924)
- 0535: Wassermann, Martin: Kreditschädigung, Firmen- und Namenmißbrauch, Verrat von Geheimnissen, Ausländerschutz (1911)
- 0536: Bauch, Bruno: Immanuel Kant (1900)
- 0538: Rumpf, Andreas: Einleitung, historischer ÜberSick (1953)
- 0542: Holl, Paul: Die Überdruckturbinen (1914)
- 0543: Mannheim, Emil: Anorganische Chemie (1900)
- 0543–0544, 588: Mannheim, Emil: Pharmazeutische Chemie (1911)
- 0544: Mannheim, Emil: Organische Chemie (1900)
- 0547: Pichelmayer, Karl: Wechselstromerzeuger (1900)
- 0548: Treiber, Emil: Giessereimaschinen (1911)
- 0550: Katona, Ludwig / Szinnyei, Franz: Geschichte der ungarischen Literatur (1911)
- 0553: Birk, Alfred: Die Entwicklung des modernen Eisenbahnbaues (1919)
- 0554: Neuhaus, Johannes: Schwedisches Lesebuch zur Einführung in die Kenntnis des heutigen Schwedens (1911)
- 0558: Sum, Theodor: Das deutsche Handelsschulwesen (1911)
- 0561: Wilda, Hermann: Die Werkzeugmaschinen für Metallbearbeitung. I. Die Mechanismen der Werkzeugmaschinen. Die Drehbänke. Die Fräsmaschinen (2012)
- 0564: Hoernes, Moritz: Steinzeit (1912)
- 0564: Behn, Friedrich: Die vormetallischen Kulturen (1950) (hrsg. von Moritz Hoernes [Begr.])
- 0565: Behn, Friedrich: Die älteren Metallkulturen (1950) (hrsg. von Moritz Hoernes [Begr.])
- 0566: Hoernes, Moritz: Eisenzeit (1912)
- 0566: Behn, Friedrich: Die jüngeren Metallkulturen (1950) (hrsg. von Moritz Hoernes [Begr.])
- 0568: Daniels, Emil: Geschichte des Kriegswesens, V. Das Kriegswesen der Neuzeit, 3. Teil (1912)
- 0571: Lehmann, Gerhard: Die Philosophie des neunzehnten Jahrhunderts, Teil 1 (1953)
- 0576: Noë, Oskar / Moser, Hans Joachim: Technik der deutschen Gesangskunst (1912)
- 0576/0576a: Moser, Hans Joachim: Technik der deutschen Gesangskunst (1954)
- 0579: Müller, Wilhelm: Technische Tabellen und Formeln (1943)
- 0579: Müller, Wilhelm: Technische Tabellen und Formeln (1962) (hrsg. von Erich Schulze)
- 0581: Rose, Max: Einleitung in die Funktionentheorie (1912/1918)
- 0582: Trautvetter, Karl: Die Werkzeugmaschinen für Holzbearbeitung (1926)
- 0583: Funk, Salomon: Talmudproben (1912)
- 0585: Rappold, Otto: Kanal- und Schleusenbau (1912)
- 0588: Mannheim, Emil: Die Methoden der Arzneimittelprüfungen (1912)
- 0589: Tochtermann, Wilhelm: Das Maschinenzeichnen (1950)
- 0590: Schiffner, Richard / Tochtermann, Wilhelm: Die wichtigsten Maschinenteile in zeichnerischer u. konstruktiver Hinsicht (1923)
- 0594: Gross, Julius: Insekten (1928)
- 0595: Szinnyei, Jozsef: Ungarische Sprachlehre (1912)
- 0599: Groll, M.: Der Karteninhalt (1923)

### 601–700

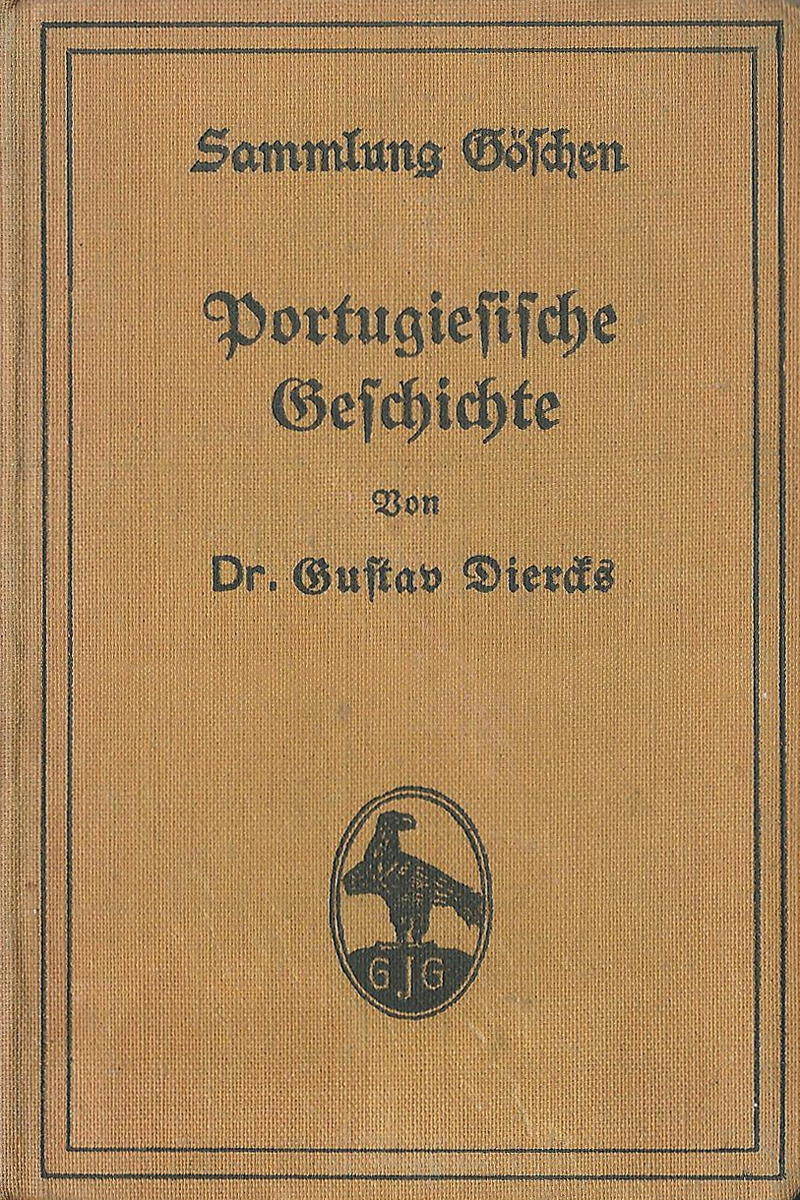
Portugiesische Geschichte von Gustav Diercks, Band 622 der Sammlung Göschen

- 0603: Henkel, Otto: Graphische Statik: mit besonderer Berücksichtigung der Einflußlinien (1929)
- 0607: Hugershoff, Reinhard / Israel, Otto: Die topographischen Aufnahmen (1900)
- 0617: Die deutsche Stadt und ihre Verwaltung, Band 1: Verfassung und Verwaltung im allgemeinen; Finanzen und Steuer, Bildungs- und Kunstpflege, Gesundheitspflege (1926, 2. Auflage). Hrsg. v. Most, Otto
- 0619: Buchwald, Eberhard: Einführung in die Kristalloptik (1900)
- 0620: Albrecht, Richard: Die Akkumulatoren für Elektrizität (1918)
- 0620: Albrecht, Richard: Die Akkumulatoren für Elektrizität (1912)
- 0622: Diercks, Gustav: Portugiesische Geschichte (1912)
- 0623: Wegele, Hans: Die Linienführung der Eisenbahnen (1923)
- 0624: Kretschmer, Konrad: Geschichte der Geographie (1923)
- 0632: Lufft, Hermann: Das spanische Südamerika <Chile, Argentinien und die kleineren Staaten> (1912)
- 0632: Lufft, Hermann: Geschichte Südamerikas. Teil 1: Das spanische Südamerika (2013)
- 0636: Moldenhauer, Paul: Die einzelnen Versicherungszweige (1923)
- 0641: Weitbrecht, Wilhelm: Zahlenbeispiele (1913)
- 0648: Mayr, Robert: Römische Rechtsgeschichte. Buch III: Die Zeit des Reichs- und Volksrechtes (2010)
- 0662: Wirtschafts- und Sozialpolitik (1926). Hrsg. v. Most, Otto
- 0663: Technik: Städtebau, Tief- und Hochbau. Mit 48 Abb. (1926). Hrsg. v. Most, Otto
- 0665: Ruemelin, Theodor: Beschreibung (1913)
- 0666/0666a: Ludin, Adolf: Anordnung und Ausbildung der Hauptbauwerke (1958). Hrsg. v. Borkenstein, Wilhelm
- 0666: Ruemelin, Theodor: Gewinnung der Wasserkraft (1913)
- 0666: Ruemelin, Theodor: Gewinnung der Wasserkraft (1919)
- 0667: Ruemelin, Theodor: Bau und Betrieb (1913)
- 0667: Ruemelin, Theodor: Bau und Betrieb (1919)
- 0668: Knopp, Konrad: Grundlagen der allgemeinen Theorie der analytischen Funktionen (1900)
- 0668: Knopp, Konrad: Grundlagen der allgemeinen Theorie der analytischen Funktionen (1900)
- 0670: Daniels, Dr. Emil: Geschichte des Kriegswesens VI. Das Kriegswesen der Neuzeit. Vierter Teil (EA 1913)
- 0671: Daniels, Dr. Emil: Geschichte des Kriegswesens VII. Das Kriegswesen der Neuzeit. Fünfter Teil (EA 1913)
- 0672: Lufft, Hermann: Geschichte Südamerikas. Teil 2: Das portugiesische Südamerika (Brasilien)
- 0677: Altheim, Franz: Bis zur Schlacht bei Actium (31 v. Chr.) (1956)
- 0679: Diepgen, Paul: Altertum (1923)
- 0682: Mannheim, Emil: Übungspräparate (1913)
- 0687: Schaechterle, Karl Wilhelm: Die allgemeinen Grundlagen des Brückenbaues (1900)
- 0689: Scheibner, S.: Die elektrischen Stellwerke (1923)
- 0691: Fauser, Otto: Kulturtechnische Bodenverbesserungen I. Allgemeines, Entwässerung (3., neubearbeitete Auflage 1935)
- 0698/0698a: Schulze, Werner: Allgemeine und physikalische Chemie. Teil 2 (2011)
- 0698/0698a: Schulze, Werner: Allgemeine und physikalische Chemie. Teil 2 (1961)
- 0698/0698a: Schulze, Werner: Allgemeine und physikalische Chemie. Teil 2 (1956)
- 0698: Schulze, Werner: Allgemeine und physikalische Chemie. Teil 2 (1942)
- 0699: Dock, Hans: Photogrammetrie und Stereophotogrammetrie (1913)

### 701–800
- 0703: Knopp, Konrad: Anwendungen und Weiterführung der allgemeinen Theorie (1900)
- 0703: Knopp, Konrad: Anwendungen und Weiterführung der allgemeinen Theorie (1931)
- 0703: Knopp, Konrad: Anwendungen und Weiterführung der allgemeinen Theorie (1944)
- 0703: Knopp, Konrad: Anwendungen und Weiterführung der allgemeinen Theorie (1965)
- 0705: Maschinenteile, Kraftmaschinen, Kessel und Pumpen (1931). Hrsg. v. Featherstonhaugh, Albany [Mitarb.] / Volk, Carl
- 0706: Elektrotechnik (1923) Hrsg. v. Featherstonhaugh, Albany [Mitarb.] / Volk, Carl
- 0707: Fink, K.: Das elektrische Fernmeldewesen bei den Eisenbahnen (1926)
- 0708: Meissner, Bruno: Die Keilschrift (1913)
- 0709: Lehmann, Gerhard: Geschichte der Philosophie (1953)
- 0711: Kesselring, Fritz: Theoretische Grundfragen zur Berechnung der Schaltgeräte (1943)
- 0711: Kesselring, Fritz: Theoretische Grundlagen zur Berechnung der Schaltgeräte (1943)
- 0711: Kesselring, Fritz: Theoretische Grundlagen zur Berechnung der Schaltgeräte (1945)
- 0713: Hillmann, Johannes: Lateinisches Lesebuch (1914)
- 0714/0714 a: ZurMegede, Werner: Einführung in die Technik selbsttätiger Regelungen (1956)
- 0714/0714a/714b: ZurMegede, Werner: Einführung in die Technik selbsttätiger Regelungen (2011)
- 0715: Die Dampfturbinen. Band 2 Die Berechnung der Dampfturbinen und die Konstruktion der Einzelteile (1923)
- 0715: Die Dampfturbinen. Band 2 Die Berechnung der Dampfturbinen und die Konstruktion der Einzelteile (1932)
- 0716: Die Dampfturbinen. Band 3 Die Reglung der Dampfturbinen, die Bauarten, Turbinen für Sonderzwecke, Kondensationsanlagen (2014)
- 0728: Pirani, Marcello: Graphische Darstellung in Wissenschaft und Technik (1931). Hrsg. v. Runge, I. [Bearb.]
- 0728: Pirani, Marcello: Graphische Darstellung in Wissenschaft und Technik (1919)
- 0729: Francillon, Cyprien: Französische Grammatik (1925)
- 0733: Lexis, Wilhelm: Kredit- und Bankwesen (1900) Hrsg. v. Muhs, Karl
- 0736: Klebahn, Heinrich: Die Algen, Moose und Farnpflanzen (1914)
- 0743: Stange, Paul: Landeskunde von Chile (1914)
- 0746/0746a: Pfanzagl, Johann: Allgemeine Methodenlehre der Statistik I (1966)
- 0751: Rohmann, Hermann: Elektrische Schwingungen (1926)
- 0751: Rohmann, Hermann: Elektrische Schwingungen (1926)
- 0756/0756 a: Kalitsunakis, Johannes: Grammatik der neugriechischen Volkssprache (1963)
- 0757: Helbing, Robert: Auswahl aus griechischen Inschriften (1915)
- 0763/0763a: Beer, Georg / Meyer, Rudolf: Schrift-, Laut- und Formenlehre 1 (1952)
- 0763: Beer, Georg: Einleitung (1915)
- 0763: Meyer, Rudolf: Einleitung, Schrift- und Lautlehre (1966)
- 0764: Beer, Georg: Verba (1916)
- 0768: Bieberbach, Ludwig: Einführung in die konforme Abbildung (1949)
- 0768: Bieberbach, Ludwig: Einführung in die konforme Abbildung (1927)
- 0768/0768a: Bieberbach, Ludwig: Einführung in die konforme Abbildung (1967)
- 0770: Beckh, Hermann: Die Lehre (1928)
- 0773: Schmidt, Hans: Fernsprechanlagen für Handbetrieb (1930)
- 0774: Erismann, Theodor: Angewandte Psychologie (1916)
- 0775: Németh, Gyula: Türkisches Lesebuch mit Glossar (1916)
- 0776: Borght, Richard: Indirekte und Rechtsverkehrssteuern (1925)
- 0776/0776a: Kolms, Prof. Dr. Heinz: Finanzwissenschaft III. Besondere Steuerlehre (2., verbesserte und ergänzte Auflage 1966)
- 0776/0776a: Kolms, Prof. Dr. Heinz: Finanzwissenschaft III. Besondere Steuerlehre (1975)
- 0777: Németh, Gyula: Tuerkisch-deutsches Gespraechsbuch (1917)
- 0780: Krahe, Hans: Formenlehre (1948)
- 0780: Krahe, Hans: Formenlehre (1957)
- 0780: Krahe, Hans: Formenlehre (1961)
- 0780: Krahe, Hans: Formenlehre (1967)
- 0782: Deumer, Robert: Das deutsche Genossenschaftswesen (1927)
- 0786: Schulze, Werner: Molekülbau (1970)
- 0796: Niethammer, Friedrich: Allgemeines, Schaltpläne, einfache Schalttafeln (1925)
- 0797: Niethammer, Friedrich: Schaltanlagen für hohe Spannungen und große Leistungen (1927)
- 0798: Niethammer, Friedrich: Gleichstrommotoren. Mehrphasige Synchron- und Asynchronmotoren (2012)

### 801–900
- 0801: Willers, Fr. A.: Graphische Integration (1920)
- 0809: Moser, Hans Joachim: Harmonielehre (1954)
- 0809: Moser, Hans Joachim: Harmonielehre (2013)
- 0821: Wilda, Hermann: Die Werkzeugmaschinen für Metallbearbeitung. III: Die Hobel – Shaping – und Stoßmaschinen. Die Sägen und Scheren – Antrieb und Kraftbedarf (2012)
- 0826: Grabmann, Martin: Geschichte der Philosophie. III: Die Philosophie des Mittelalters (1921)
- 0827: Schwaiger, Anton: Elektromotorische Antriebe (1900)
- 0829: Fahrion, Wilhelm: Die Fabrikation der Margarine, des Glyzerins und Stearins (1920)
- 0837: Baumgartner, Ludwig: Gruppentheorie (1949)
- 0846: Dacqué, Edgar: Stratigraphie (1924)
- 0856: Sapper, Karl: Geographische Kulturkunde [Rassen, Völker, Staaten, Wirtschaft und Verkehr] (1923)
- 0862: Werkmeister, Paul: Trigonometrische und barometrische Höhenmessung, Tachymetrie und Topographie (1923)
- 0862: Werkmeister, Paul: Trigonometrische und barometrische Höhenmessung, Tachymetrie und Absteckungen (1960). Hrsg. v. Grossmann, Walter [Bearb.]
- 0863: Elster, Alexander: Das deutsche Urheber- und Verlagsrecht (1923)
- 0864: Willers, Friedrich Adolf: Numerische Integration (1900)
- 0866: Gudeman, Alfred: Die Kaiserzeit bis Hadrian (1900)
- 0869: Freye, Hans-Albrecht: Das TierreichVII/5 (1960)
- 0872: Schmidt, Karl Hermann: Die okkulten Phänomene im Lichte der Wissenschaft (1923)
- 0874: Sabalitschka, Theodor: Heil-, Genuß-, Gewürz- und Farbstoffe aus den Tropen und ihre Veredelung (1923)
- 0875: Hofmann, Ehrenfried: Von Fermat und Descartes bis zur Erfindung des Calculus und bis zum Ausbau der neuen Methoden (1957)
- 0877: Knopp, Konrad: Aufgaben zur elementaren Funktionentheorie (1931)
- 0877: Knopp, Konrad: Aufgaben zur elementaren Funktionentheorie (1949)
- 0878: Knopp, Konrad: Aufgaben zur höheren Funktionentheorie (1949)
- 0878: Knopp, Konrad: Aufgaben zur höheren Funktionentheorie (1944)
- 0879: Foerster, Emil: Politische Arithmetik (1900)
- 0882: Hofmann, Ehrenfried: Von der Auseinandersetzungen um den Calculus bis zur Französischen Revolution (1957)
- 0883: Diepgen, Paul: Die Hilfswissenschaften und biologischen Disziplinen (1924)
- 0884: Diepgen, Paul: Die Lehre von der Krankheit und die praktische Heilkunde (1928)
- 0888: Herrmann, Immanuel: Allgemeine Einführung mit besonderer Berücksichtigung des Rundfunkes (1936)
- 0888: Herrmann, Immanuel: Radiotechnik. Teil 1: Allgemeine Einführung mit besonderer Berücksichtigung des Rundfunks (1936)
- 0888: Herrmann, Immanuel: Radiotechnik. Teil 1: Allgemeine Einführung (1929)
- 0888: Herrmann, J.: Radiotechnik. Teil 1 Allgemeine Einführung (1925)
- 0893: Treue, Wilhelm: Deutsche Geschichte von 1806 bis 1890 (1961)
- 0897: Wedekind, Edgar: Kolloidchemie (1925)
- 0898: Gudeman, Alfred: Geschichte der Altchristlichen Lateinischen Literatur vom 2.–6. Jahrhundert (1925)
- 0900: Wünsch, Georg: Theologische Ethik (1925)

### 901–1000
- 0901: Sternberg, W.: Die Elemente der Potentialtheorie (1900)
- 0905: Lese- und Übungsbuch zur Fortbildung in der Reichs-Einheitskurzschrift (1926). Hrsg. v. Dröse, Heinrich
- 0910: Jaeger, Fritz: Physische Erdkunde (1925)
- 0911: Jaeger, Fritz: Geographie des Menschen und seiner Kultur (1925)
- 0912: Sallinger, Franz: Aufgabensammlung über die Gleichstrommaschine mit Lösungen (1925)
- 0915: Sperber, Hans: Geschichte der deutschen Sprache (1900)
- 0917/0917a: Böhm, Friedrich: Lebensversicherungsmathematik (1953)
- 0918: Arseniew, N.: Die Kirche des Morgenlandes (1926)
- 0920: Hoheisel, Guido: Gewöhnliche Differentialgleichungen (1960)
- 0921: Eschenbach, Wolfram: Parzival (1944) Hrsg. v. Jantzen, Hermann
- 0924: Kieckers, Ernst: Lehre von der Kongruenz, vom Nomen, Pronomen und von den Präpositionen (1926)
- 0925: Kieckers, Ernst: Lehre vom Verbum, von den Satzarten, den Partikeln und von der Wortstellung (1926)
- 0927: Beck, Karl: Mittellateinische Dichtung (1926)
- 0928: Berger, Ernst: Arbeitsmarktpolitik (1926)
- 0929: Schirmer, Alfred: Deutsche Wortkunde (1900)
- 0929: Schirmer, Alfred: Deutsche Wortkunde (1946)
- 0929: Schirmer, Alfred: Deutsche Wortkunde (1960) Hrsg. v. Mitzka, Walther
- 0929: Schirmer, Alfred: Deutsche Wortkunde (1969) Hrsg. v. Mitzka, Walther
- 930: Krull, Wolfgang: Elementare Algebra vom höheren Standpunkt (1939)
- 0930: Fischer, Paul Bernhard: Elementare Algebra ; mit 20 Fig. (1926)
- 0930: Krull, Wolfgang: Elementare und klassische Algebra : vom modernen Standpunkt (1963)
- 0930: Krull, Wolfgang: Elementare und klassische Algebra vom modernen Standpunkt (1963)
- 0931: Hasse, Helmut: Lineare Gleichungen (1900)
- 0931: Hasse, Helmut: Lineare Gleichungen (1957)
- 0931: Hasse, Helmut: Lineare Gleichungen (1969)
- 0932: Hasse, Helmut: Gleichungen höheren Grades (1951)
- 0932: Hasse, Helmut: Gleichungen höheren Grades (1958)
- 0933: Krull, Wolfgang: Elementare und klassische Algebra vom modernen Standpunkt. II Elementare und klassische Algebra : vom modernen Standpunkt (2011)
- 0937: Fendt, Leonhard: Symbolik des römischen Katholizismus (1926)
- 0938: Rosenfeld, Ernst Heinrich: Gegenstand und Personen des Strafprozesses (1926)
- 0939: Rosenfeld, Ernst Heinrich: Der Strafprozess als Handlungskomplex (1926)
- 0940: Fischer, Kurt: Schalt- u. Sicherheitsapparate in Hochspannungsanlagen (1926)
- 0941: Danneel, Heinrich: Energie (1926)
- 0942: Meckelein, Richard: Polnische Grammatik (1926)
- 0943: Falckenberg, Hans: Elementare Reihenlehre (1944)
- 0945: Just, Josef: Gleichrichter (1926)
- 0952/0952a: Schäfer, Wilhelm: Transformatoren (1967)
- 0952: Sallinger, Franz: Transformatoren (1927)
- 0952: Schäfer, Wilhelm: Transformatoren (1939)
- 0952: Schäfer, Wilhelm: Transformatoren (1949)
- 0952: Schäfer, Wilhelm: Transformatoren (1957)
- 0952: Schäfer, Wilhelm: Transformatoren (1962)
- 0954: Sehling, E.: Das evangel. Kirchenrecht, d. Stellung d. Staates zur Kirche und d. Verhältnis d. Religionsgemeinschaften zueinander (1927)
- 0959: Mayer, Max: Nomographie des Bauingenieurs (1927)
- 0962: Franzius, Franz / Bökemann, Karl: See- und Hafenbau (1927)
- 0963: Thum, August: Die Eisen- und Metallegierungen, ihre Festigkeitseigenschaften, chemische Z0usammensetzung und ihr Verwendungszweck. Die Hilfswerkstoffe des Maschinenbaus (1926)
- 0965: Böß, Paul: Wehr- und Stauanlagen; mit 59 Abbildungen sowie 5 Berechnungsbeispielen (1927)
- 0965: Dehnert, Hans: Wehr- und Stauanlagen (1952)
- 0967: Stier-Somlo, Fritz: Grundbegriffe des Staatsrechts (1927)
- 0968: Stier-Somlo, Fritz: Das geltende Reichsstaatsrecht (1927)
- 0969: Munk, Paul: Tarife für den Verkauf elektrischer Arbeit (1927)
- 0970: Baldus, Richard: Nichteuklidische Geometrie (1944)
- 0970: Baldus, Richard: Nichteuklidische Geometrie (1953). Hrsg. v. Löbell, Frank
- 0972: Herter, Konrad: Stoffwechsel und Bewegung (1900)
- 0974: Stürner, Otto: Radiotechnik. Teil 5 Die Elektronen-Röhre (2013)
- 0977: Melan, Josef: Eiserne Balkenbrücken (1928)
- 0984: Graf, Otto: Die Baustoffe des Beton- und Eisenbetonbaus (1928)
- 0985: Aner, Karl: Altertum (1928)
- 0987: Aner, Karl: Reformation und Gegenreformation (1929)
- 0989: Wegele, Hans: Bahnhofsanlagen. Band I: Allgemeine Anordnung, Entwicklung der Gleisanlagen (1928)
- 0990: Schultze, Joachim: Der Baugrund und die Baugrube (1928)
- 0994: Wiegand, Friedrich: Erhaltung, Umbildung und Weiterbildung des Dogmas im Katholizismus des Mittelalters und der Neuzeit (1900)
- 0996: Krauß, Fr.: Pumpen-Anlagen (1928)
- 0997: Richter, Ernst: Stein- und Betonbrücken (1928)
- 999/999a: Kamke, Erich: Mengenlehre (1965)
- 0999/0999a: Kamke, Erich: Mengenlehre (1962)
- 1000: Jaspers, Karl: Die geistige Situation der Zeit (1932, Nachdrucke bis 1999)

## 1001–1100

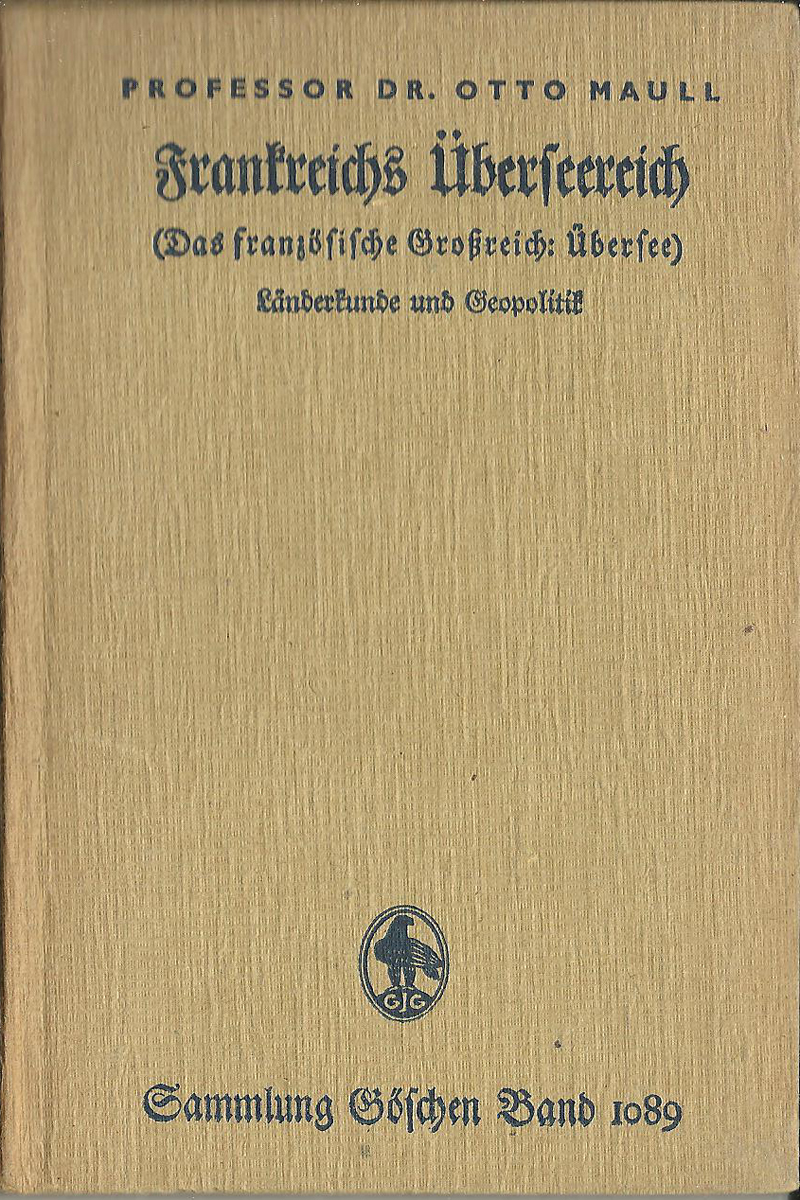
Frankreichs Überseereich von Otto Maull, Band 1089 der Sammlung

- 1003: Hoheisel, Guido: Partielle Differentialgleichungen (1928)
- 1003: Hoheisel, Guido: Partielle Differentialgleichungen (1953)
- 1007: Wiegand, Friedrich: Geschichte des Dogmas im Protestantismus (1929)
- 1008/1008a: Mellerowicz, Konrad: Allgemeine Betriebswirtschaftslehre (1958)
- 1008: Mellerowicz, Konrad: Allgemeine Betriebswirtschaftslehre (1948)
- 1008: Mellerowicz, Konrad: Allgemeine Betriebswirtschaftslehre (1900)
- 1008: Mellerowicz, Konrad: Allgemeine Betriebswirtschaftslehre. Band 1 (2011)
- 1009: Lessheim, Hans: Atomphysik. Band 1 (2011)
- 1014: Frebold, Dr. Dr. Georg: Erzstättenlagerkunde I. Magmatische Erzlagerstätten (EA 1929)
- 1015: Frebold, Dr. Dr. Georg: Erzstättenlagerkunde II. Sedimentäre und metamorphe Erzlagerstätten (EA 1929)
- 1015/1015a: Huttenlocher, Heinrich: Mineral- und Erzlagerstätten (1954)
- 1015/1015a: Huttenlocher, H.: Mineral- und Erzlagerstättenkunde II (2., neubearbeitete Auflage 1965) von Dr. P. Ramdohr
- 1016: Prion, W.: Die Effektenbörse und ihre Geschäfte (1930)
- 1017: Döring, Werner: Statistische Mechanik (1900)
- 1017: Döring, Werner: Statistische Mechanik (1966)
- 1025: Haushofer, Karl: Japans Reichserneuerung (1930)
- 1026: Thalheim, Karl Christian: Das Grenzlanddeutschtum (1931)
- 1027: Falckenberg, Hans: Komplexe Reihen nebst Aufgaben über reelle und komplexe Reihen (1931)
- 1031: Apel, Max: Philosophisches Wörterbuch (1948)
- 1031: Apel, Max: Philosophisches Wörterbuch (1950)
- 1032: Nestle, Wilhelm: Griechische Religiosität von Homer bis Pindar und Äschylos (1930)
- 1033: Lehnert, Georg: Das Kunstgewerbe der Renaissance (1931)
- 1034: Kranefeldt, Wolfgang M.: Therapeutische Psychologie (1956)
- 1035: Römische Religionsgeschichte. Bd. 1: Grundlagen und Grundbegriffe (1956)
- 1036: Wegele, Hans: Bahnhofsanlagen. Band II: Hoch- und Tiefbauten der Bahnhöfe (1931)
- 1037: Euler, Hans / Ölander, Arne: Homogene Katalyse I (1900)
- 1037: Euler, Hans / Ölander, Arne: Nicht-enzymatische Katalysen (1931)
- 1038: Myrbäck, Karl: Enzymatische Katalysen (1931)
- 1038: Myrbäck, Karl: Homogene Katalyse II (1900)
- 1039: Dovifat, Emil: Theoretische Grundlagen, Nachricht, Meinung, politische Willensbildung, Sprache und Form (1900)
- 1039: Dovifat, Emil: Theoretische Grundlagen, Nachricht und Meinung, Sprache und Form (1937)
- 1039: Dovifat, Emil: Theoretische und rechtliche Grundlagen, Nachricht und Meinung, Sprache und Form (1955)
- 1043: Schmidt, Hans: Fernsprechanlagen für Selbstanschluß (1931)
- 1044: Tölke, Friedrich: Talsperren (1953)
- 1045: Schubert, Kurt: Die Technik des Klavierspiels aus dem Geiste des musikalischen Kunstwerkes (1931)
- 1051/1051a: Stolberg-Wernigerode, Otto: Geschichte der Vereinigten Staaten von Amerika (1956)
- 1055: Maull, Otto: Geographie der Kulturlandschaft (1932)
- 1057: Roth, Walther A.: Thermochemie (1900)
- 1057: Roth, Walther Adolf: Thermochemie (1947)
- 1059: Hoheisel, Guido: Aufgabensammlung zu den gewöhnlichen und partiellen Differentialgleichungen (1933)
- 1059: Hoheisel, Guido: Aufgabensammlung zu den gewöhnlichen und partiellen Differentialgleichungen (1952)
- 1059: Hoheisel, Guido: Aufgabensammlung zu den gewöhnlichen und partiellen Differentialgleichungen (1958)
- 1060: Timerding, Heinrich Emil: Aufgabensammlung zur Projektiven Geometrie (1933)
- 1060: Timerding, Heinrich: Aufgabensammlung zur Projektiven Geometrie (1933)
- 1061: Grodzinski, Paul: Getriebelehre (1953)
- 1065: Haller, Johannes: Von den Karolingern zu den Staufern (1934)
- 1068: Haushofer, Karl: Japans Werdegang als Weltmacht und Empire (1933)
- 1070: Hopf, Ludwig: Einführung in die Differentialgleichungen der Physik (1933)
- 1070: Sauter, Fritz: Differentialgleichungen der Physik (1900)
- 1070: Sauter, Fritz: Differentialgleichungen der Physik (1900)
- 1070: Sauter, Fritz: Differentialgleichungen der Physik (1942)
- 1073: Metzeltin, Erich: Lokomotiven mit Antrieb durch Dampf, Druckluft und Verbrennungsmotoren (1933)
- 1074: Koschmieder, Lothar: Das freie und gebundene Extrem einfacher Grundintegrale (1900)
- 1074: Koschmieder, Lothar: Variationsrechnung (1933)
- 1076: Meyer, Paul: Grundlagen (1934)
- 1077: Haller, Johannes: Von den Staufern zu den Habsburgern (1935)
- 1077: Haller, Johannes: Von den Staufern zu den Habsburgern (1943)
- 1077: Haller, Johannes: Von den Staufern zu den Habsburgern (1960) Hrsg. v. Dannenbauer, Johannes
- 1078: Troche, Alfred: Grundlagen des Stahlbetonbaues (1953)
- 1079: Bömer, Karl: Das internationale Zeitungswesen (1934)
- 108: Hinnenthal, Hans: Die Eisenbahnen und Bremsen (1910)
- 1084/1084a: Grigull, Ulrich: Technische Thermodynamik (1970)
- 1084: Nußelt, Wilhelm: Technische Thermodynamik. Band 1: Grundlagen (2011)
- 1084: Nußelt, Wilhelm: Technische Thermodynamik. Band 1: Grundlagen (2016)
- 1086: Müller, Günther: Deutsches Dichten und Denken vom Mittelalter zur Neuzeit (1934)
- 1086: Müller, Günther: Deutsches Dichten und Denken vom Mittelalter zur Neuzeit (1270–1700) (1949)
- 1089: Maull, Otto: Frankreichs Überseereich (Das französische Großreich: Übersee) (1935)
- 1090: Roloff, Gustav: Frankreichs Wiederaufstieg zur Weltmacht und zum Empire (1935)
- 1092: Wickop, Walther: Fenster, Türen, Tore aus Holz und Eisen (1943)
- 1096: Viëtor, Karl: Deutsches Dichten und Denken von der Aufklärung bis zum Realismus (1936)
- 1096: Viëtor, Karl: Deutsches Dichten und Denken von der Aufklärung bis zum Realismus (1949)
- 1099: Hoheisel, Guido: Integralgleichungen (1936)
- 1099: Hoheisel, Guido: Integralgleichungen (1963)

## 1101–1200
- 1106: Beyer, Waldemar: Konstruktion der Segelflugzeuge (2016)
- 1109: Knopp, Konrad: Elemente der Funktionentheorie (1937)
- 1109: Knopp, Konrad: Elemente der Funktionentheorie (1966)
- 1110: Schulz, Günther: Formelsammlung zur praktischen Mathematik (1945)
- 1110: Schulz, Günther: Formelsammlung zur praktischen Mathematik (1937)
- 1111/1111a: Naumann, Hans / Betz, Werner: Althochdeutsches Elementarbuch (1962)
- 1111: Naumann, Hans / Betz, Werner: Althochdeutsches Elementarbuch (1937)
- 1111: Naumann, Hans / Betz, Werner: Althochdeutsches Elementarbuch (1954)
- 1112: Schweizer, Otto Ernst: Sportbauten und Bäder (2011)
- 1113/1113a: Strubecker, Karl: Kurventheorie der Ebene und des Raumes (1955)
- 1115: Ranke, Friedrich: Altnordisches Elementarbuch (1937)
- 1116: Meissner, Paul: Von der Renaissance bis zur Aufklärung (1937)
- 1117: Haller, Johannes: Der Eintritt der Germanen in die Geschichte (1944)
- 1120: Haushofer, Karl: Alt-Japan (1938)
- 1123: Bechert, Karl / Gerthsen, Christian: Theorie des Atombaus (1900)
- 1125: Lehnert, Martin: Altenglisches Elementarbuch (1900)
- 1125: Lehnert, Martin: Altenglisches Elementarbuch (1939)
- 1125: Lehnert, Martin: Altenglisches Elementarbuch (1955)
- 1125: Lehnert, Martin: Altenglisches Elementarbuch (1962)
- 1125: Lehnert, Martin: Altenglisches Elementarbuch (1965)
- 1125: Lehnert, Martin: Altenglisches Elementarbuch. Einf., Gramm., Texte mit Übers. u. Wörterbuch von Martin Lehnert. 7., verb. Aufl. (1969)
- 1126: Ebeling, Erich: Geschichte des Orients vom Tode Alexanders des Großen bis zum Einbruch des Islams (1939)
- 1131: Scholz, Arnold: Einführung in die Zahlentheorie (1939)
- 1131: Scholz, Arnold: Einführung in die Zahlentheorie (1961). Hrsg. v. Schoeneberg, Bruno
- 1134: Kuckuck, Hermann: Pflanzenzüchtung (1939)
- 1134: Kuckuck, Hermann: Pflanzenzüchtung (1944)
- 1135: Beowulf (1949) Hrsg. v. Lehnert, Martin
- 1135: Beowulf [Ausz. Angelsächs. u. deutsch] (1939) Hrsg. v. Lehnert, Martin
- 1138: Hämmerling, Joachim: Fortpflanzung im Tier- und Pflanzenreich (1940)
- 1139: Maull, Otto: Die Vereinigten Staaten von Amerika als Großreich (1940)
- 1141: Koller, Gottfried: Hormone (1941)
- 1144: Gehler, Willy / Herberg, Wolfgang: Elastizität, Plastizität und Festigkeit der Baustoffe und Bauteile (1952)
- 1144: Gehler, Willy: Elastizität, Plastizität und Festigkeit der Baustoffe und Bauteile (1942). Hrsg. v. Herberg, Wolfgang
- 1146: Humburg, Karl: Die synchrone Maschine (1900)
- 1146: Humburg, Karl: Die synchrone Maschine (1951)
- 1147: Waltershausen, Hermann Wolfgang von: Die Kunst des Dirigierens (2014)
- 1147: Waltershausen, Hermann Wolfgang: Die Kunst des Dirigierens (1943)
- 1148: Pepping, Ernst: Der polyphone Satz I. Der cantus-cirmus-Satz (1950)
- 1153/1153a: Mellerowicz, Konrad: Allgemeine Betriebswirtschaftslehre (1966)
- 1153: Mellerowicz, Konrad: Allgemeine Betriebswirtschaftslehre. Band 2 (1956)
- 1153: Mellerowicz, Konrad: Allgemeine Betriebswirtschaftslehre. Band 2 (2011)
- 1154/1154a: Mellerowicz, Konrad: Allgemeine Betriebswirtschaftslehre (1959)
- 1154/1154a: Mellerowicz, Konrad: Allgemeine Betriebswirtschaftslehre (1967)
- 1154/1154a: Mellerowicz, Konrad: Allgemeine Betriebswirtschaftslehre (1971)
- 1154: Mellerowicz, Konrad: Allgemeine Betriebswirtschaftslehre (1900)
- 1156/1156a: Meinke, Hans Heinrich: Die komplexe Berechnung von Wechselstromschaltungen (1900)
- 1159: Jungbluth, Hans: Gießereitechnik Band I Eisengießerei (1951)
- 1162: Seidel, Friedrich: Ei und Furchung (1900)
- 1163: Seidel, Friedrich: Körpergrundgestalt und Organbildung (1953)
- 1164/1164a: Pepping, Ernst: Der polyphone Satz II. Übungen im doppelten Kontrapunkt und im Kanon (1957)
- 1169: Paulsen, Andreas: Grundlegung, Wirtschaftskreislauf (1962). Hrsg. v. Schilcher, Rudolf
- 1169: Paulsen, Andreas: Grundlegung, Wirtschaftskreislauf (1965)
- 1169: Paulsen, Andreas: Grundlegung, Wirtschaftskreislauf (1970)
- 117: Brandenstein, Wilhelm: Griechische Sprachwissenschaft (1954)
- 1170: Paulsen, Andreas: Haushalte, Unternehmungen, Marktformen (1963). Hrsg. v. Schilcher, Rudolf
- 1170: Paulsen, Andreas: Haushalte, Unternehmungen, Marktformen (1900)
- 1170: Paulsen, Andreas: Haushalte, Unternehmungen, Marktformen (1965)
- 1170: Paulsen, Andreas: Haushalte, Unternehmungen, Marktformen (1956)
- 1171: Paulsen, Andreas: Allgemeine Volkswirtschaftslehre. Bd. 3 Produktionsfaktoren (1900)
- 1172: Paulsen, Andreas: Gesamtbeschäftigung, Konjunkturen, Wachstum (1900). Hrsg. v. Schilcher, Rudolf
- 1172: Paulsen, Andreas: Gesamtbeschäftigung, Konjunkturen, Wachstum (1960). Hrsg. v. Schilcher, Rudolf
- 1172: Paulsen, Andreas: Gesamtbeschäftigung, Konjunkturen, Wachstum (1965)
- 1176/1176a: Lorenzen, Paul: Formale Logik (1958)
- 1178/1178a: Kuckuck, Hermann: Pflanzenzüchtung (1900)
- 1180/1180a: Strubecker, Karl: Differentialgeometrie III (1959)
- 1181: Franz, Wolfgang: Topologie I (1968)
- 1182/1182a: Franz, Wolfgang: Topologie II (1965)
- 1183/1183a: Nicolas, Marcel: Finanzmathematik (1967) Hrsg. v. Theiler, Horst
- 1186/1186a: Mellerowicz, Konrad: Allgemeine Betriebswirtschaftslehre (1959)
- 1188/1188a: Lehmann, Gerhard: Photogrammetrie (1959)
- 1188/1188a: Lehmann, Gerhard: Photogrammetrie (1969)
- 1192/a/b: Slavische Sprachwissenschaft. II Formenlehre. Teil 1 (2011)
- 1193: Fürstenberg, Fritz: Wirtschaftssoziologie (1961)
- 1194: Wendt, Siegfried: Geschichte der Volkswirtschaftslehre (2011)
- 1197/a: Onasch, Konrad: Einführung in die Konfessionskunde der orthodoxen Kirchen (1962)
- 1198: Engel, Dr. Techn. Dipl.-Ing. Edwin: Grundlagen der Strassenverkehrstechnik. Technik der Leistungsfähigkeit (EA 1961)
- 1199: Lausberg, Prof. Dr. Heinrich: Romanische Sprachwissenschaft III/1. Formenlehre / Erster Teil (EA 1962)
- 1200:/1200a: Lausberg, Prof. Dr. Heinrich: Romanische Sprachwissenschaft III/2. Formenlehre / Zweiter Teil (EA 1962)

## 1201–1250
- 1201/1201a: Dehn, Dr. Eitel: Einfache Versuche zur Allgemeinen und Physikalischen Chemie (EA 1962)
- 1202/1202a: Nagel, William: Geschichte des christlichen Gottesdienstes (1962)
- 1203: Wendland, Heinz-Dietrich: Einführung in die Sozialethik (1963)
- 1204: Scheurig, Dr. Bodo: Einführung in die Zeitgeschichte (EA 1962)
- 1205/1205a: Hofmann, Dr. Werner: Ideengeschichte der sozialen Bewegung des 19. und 20. Jahrhunderts (EA 1962)
- 1206/1206a: Langen: Lineare Programmierung
- 1207: NICHT BELEGT
- 1208: Lausberg, Prof. Dr. Heinrich: Romanische Sprachwissenschaft IV.
- 1209/1209a: Bock, Dr. Herbert: Thermische Verfahrenstechnik I. Eigenschaften und Verhalten der realen Stoffe (EA 1963)
- 1210/1210a: Bock, Dr. Herbert: Thermische Verfahrenstechnik II. Funktion und Berechnung der elementaren Geräte (EA 1964)
- 1211/1211a: Bock, Dr. Herbert: Thermische Verfahrenstechnik III. Fließbilder, ihre Funktion und ihr Zusammenbau aus Geräten (EA 1965)
- 1212/1212a: Hilf: Arbeitswissenschaft
- 1213/1213a: Kosiol, Prof. Dr. Erich: Buchhaltung und Bilanz (2., überarbeitete und vermehrte Auflage 1967)
- 1214/1214a: Kosiol, Prof. Dr. Erich: Kostenrechnung und Kalkulation (EA 1969)
- 1215: NICHT BELEGT
- 1216/1216a: Bauer: Wahrscheinlichkeitstheorie I.
- 1217/1217a: Schubiger: Einführung in die Phonetik (1970)
- 1218/1218a/1218b: Krahe / Meid: Germanische Sprachwissenschaften III. Wortbildungslehre (1969)
- 1219: Schmidt-Clausing, Dr. theol. Fritz: Zwingli (EA 1965)
- 1220/1220a: Zemann, Prof. Dr. Josef: Kristallchemie (EA 1966)
- 1221: Gerdes, Prof. Dr. Hayo: Sören Kierkegaard. Leben und Werk (EA 1966)
- 1222/1222a: Tschizewskij, Dmitrij: Vergleichende Geschichte der slavischen Literaturen I. Einführung, Anfänge des slavischen Schrifttums bis zum Klassizismus (1968)
- 1223: Tschizewskij, Dmitrij; Vergleichende Geschichte der slavischen Literaturen II. (EA 1969)
- 1224/1224a/1224b: Wedepohl, Prof. Dr. Karl Hans: Geochemie (EA 1967)
- 1225/1225a: Schneider, Dr. H.J./Jurksch, Dipl.-Math. D.: Programmierung von Datenverarbeitungsanlagen (EA 1967)
- 1226/1226a/1226b: Weinstock, Dr. Horst: Mittelenglisches Elementarbuch. Einführung, Grammatik. Texte mit Übersetzung und Wörterbuch (EA 1968)
- 1227/1227a: Wedig, Dr. Wilhelm: Übungsaufgaben mit Lösungen zu Prof. Dr. Andreas Paulsen Allgemeine Volkswirtschaftslehre I/II (EA 1967)
- 1228: Kehrer, Dr. Günter: Religionssoziologie (EA 1968)
- 1229/1229a: Attelander, Prof. Dr. Peter: Methoden der empirischen Sozialforschung (EA 1969) Unter Mitarbeit von Klaus Baumgartner, Franz Haag, Jörg Oetterli, Rudolf Steiner
- 1230/1230a: Marcard / Beyer: Die Dampfkessel einschliesslich Feuerungen und Hilfseinrichtungen III. (3. Auflage 1969)
- 1231: Hundhausen, Dr. Carl: Werbung. Grundlagen (EA 1969)
- 1232: NICHT BELEGT
- 1233: Hundhausen, Dr. Carl: Public Relations. Theorie und Systematik (1969)
- 1234: NICHT BELEGT
- 1235/1235a: Grochla: Betriebsverbindungen
- 1236/1236a: Bräuer, Prof. Dr. Herbert: Slavische Sprachwissenschaft III. Formenlehre 2. Teil (EA 1969)
- 1237: NICHT BELEGT
- 1238: NICHT BELEGT
- 1239: NICHT BELEGT
- 1240/1240a: Wedik, Dr. Wilhelm: Übungsaufgaben mit Lösungen zu Prof. Dr. Andreas Paulsen Allgemeine Volkswirtschaftslehre III/IV
- 1241/1241a: Klar, Rainer: Digitale Rechenautomaten (1970)
- 1242: von Maurer: Frühester deutscher Minnesang (1969)
- 1243: NICHT BELEGT
- 1244/1244a: Krause, Prof. Dr. Wolfgang: Runen (EA 1970)
- 1245: Hake: Kartographie III. Thematische Karten, Atlanten, kartenverwandte Darstellungen, Kartentechnik, Kartenauswertung (1970)
- 1246/1246a: Heringer, Dr. Hans-Jürgen: Deutsche Syntax (EA 1970)
- 1247: Lindemann: Einführung in die Laryngaltheorie (1970)
- 1248: NICHT BELEGT
- 1249/1249a: Schultz, Dr. Reinhard: Genossenschaftswesen (EA 1970)
- 1250: NICHT BELEGT

### 2000–
- 2020: Potthoff, Erich: Personelle Unternehmungsorganisation (1976)
- 2094: Knoblauch, Hubert: Religionssoziologie (1999)
- 2105: Hofmann, Werner: Ideengeschichte der sozialen Bewegung des 19. und 20. Jahrhunderts (1989)
- 2107: Tönnies, Ferdinand: Die Entwicklung der sozialen Frage bis zum Weltkriege (1989)
- 2120: Lidl, Rudolf: Algebra für Naturwissenschaftler und Ingenieure (2015)
- 2175: Hilf, Hubert H.: Einführung in die Arbeitswissenschaft (1976)
- 2207: Mayrhofer, Manfred: Sanskrit-Grammatik mit sprachvergleichenden Erläuterungen (2012)
- 2211: Ullmann, Walter: Kurze Geschichte des Papsttums im Mittelalter (2012)
- 2217: Ehrlich, Ernst L.: Geschichte Israels von den Anfängen bis zur Zerstörung des Tempels (70 n. Chr.) (1980)
- 2221: Kaulbach, Friedrich: Immanuel Kant (1982)
- 2231: Bucher, Theodor G.: Einführung in die angewandte Logik (2011)
- 2623: Klemm, Wilhelm / Hoppe, Rudolf: Anorganische Chemie (1979)
- 2806: Schwind, Hans-Dieter: Ursachen des Terrorismus in der Bundesrepublik deutschland (1978)
- 2807: Behler, Ernst: Frühromantik (2011)
- 2809: Gerdes, Hayo: Sören Kierkegaard (1993)
- 2850: Koppensteiner, Hans-Georg / Kramer, Ernst A.: Ungerechtfertigte Bereicherung (2014)
- 2900: Papier, Hans-Jürgen: Recht der öffentlichen Sachen (1977)
- 3002: Menges, Georg: Werkstoffkunde der Kunststoffe (1970)
- 3004: Kluth, Rolf: Einführung in die Bibliotheksbenutzung (1971)
- 3005: Neuser, Wilhelm: Calvin (1971)
- 3101: Wiese, Leopold von: Geschichte der Soziologie (1971)
- 3105: Hartung, Fritz: Deutsche Geschichte im Zeitalter der Reformation, der Gegenreformation und des 30jährigen Krieges (2014)
- 4008: Gross, Hans F.: Grundfragen des Management (1971)
- 4066: Berneker, Erich / Vasmer, Max: Russische Grammatik (2013)
- 4143: Haack: Darstellende Geometrie II. Körper mit krummen Begrenzungsflächen. Kotierte Projektionen (1971)
- 4205: Hofmann, Werner: Ideengeschichte der sozialen Bewegung des 19. und 20. Jahrhunderts (1900) Hrsg. v. Abendroth, Wolfgang
- 5001: Schmidt, Klaus: Erdgeschichte (2012)
- 5009: Hoffmann, Hans-Joachim: Werbepsychologie (1972)
- 5076: Döring, Werner: Theoretische Physik / Mechanik (2011)
- 5765: Meyer, Rudolf: Satzlehre (1972)
- 589: Schiffner, Richard / Tochtermann, Wilhelm: Das Maschinenzeichnen (1923)
- 6001: Leibholz, Gerhard: Die Repräsentation in der Demokratie (2012)
- 6002: Eickmann, Dieter: Konkurs- und Vergleichsrecht (1973)
- 7014: Otto, Harro: Übungen im Strafrecht (1974)
- 7134: Kuckuck, Hermann: Grundzüge der Pflanzenzüchtung (2013)
- 7201: Schütz, Werner: Geschichte der christlichen Predigt (1972)
- 8146: Knoll, Joachim H.: Einführung in die Erwachsenenbildung (1973)
- 9006: Brösse, Ulrich: Raumordnungspolitik (1975)

unsortiert
- 5746: Pfanzagl, Prof. Dr. Johann: Allgemeine Methodenlehre der Statistik. Bd. 2 Höhere Methoden unter besonderer Berücksichtigung der Anwendungen in Naturwissenschaften, Medizin und Technik (1978)
- 1184/1184a: Endres, Wilhelm: Verbrennungsmotoren II. Gaswechselvorgang, Aufladen, Leistung, mittlerer Druck, Reibung, Wirkungsgrade und Kraftstoffverbrauch (1968)
- 2170: Grigull, Ulrich: Technische Thermodynamik (1977)
- 0469/0469a: Grossmann, Walter: Vermessungskunde II. Horizontalaufnahmen und ebene Rechnungen (10., verbesserte Auflage 1967)
- 0603: Henkel, Dipl.-Ing. Otto: Graphische Statik mit besonderer Berücksichtigung der Einflußlinien I. Zusammensetzung u. Zerlegung d. Kräfte in d. Ebene. Schwerpunkte. Trägheitsmomente. Spannungen in geraden Stäben. Der einfache Vollwand- und Fachwerkträger. Der Dreigelenksbogen. Gewölbe (ND 1920, 1923, 2. Auflage, Unveränderter Neudruck 1940)
- 0566: Hoernes, Moritz: Kultur der Urzeit III. Eisenzeit (Hallstatt- und Latène-Periode in Europa. Das erste Auftreten des Eisens in den anderen Weltteilen). (1912)
- 0668: Knopp, Prof. Dr. Konrad: Funktionentheorie I. Grundlagen der allgemeinen Theorie der analytischen Funktionen (1900, 4., verbesserte Auflage 1930, 5. vollständig neu bearbeitete Auflage 1937, Neunte, neubearbeitete Auflage 1957)
- 07767/776a: Kolms, Prof. Dr. Heinz: Finanzwissenschaft III. Besondere Steuerlehre (1962; 2., verbesserte und ergänzte Auflage 1966)
- 0041: Mahler, Gottfried: Ebene Geometrie (2., verbesserte Auflage 1897; 1910; 4. verbesserte Auflage Neudruck 1913)
- 0002: Röttinger, M.: Die thermodynamischen Grundlagen der Wärmekraft- und Kältemaschinen (2011)
- 0577: von Mayr, Prof. Dr. Robert: Römische Rechtsgeschichte I. 1. Hälfte: Das öffentliche Recht (EA 1912; 2010)

- 1196/1196a: Ohm, Hans: Allgemeine Volkswirtschaftspolitik II. Der volkswirtschaftliche Gesamtorganismus als Objekt der Wirtschaftspolitik (2., verbesserte und ergänzte Auflage 1969)
- 1196/1196a: o. Prof. Dr. Ohm, Hans: Allgemeine Volkswirtschaftspolitik II. Der volkswirtschaftliche Gesamtorganismus als Objekt der Wirtschaftspolitik (1900)
- 1195: Ohm, o.Prof Dr. Hans: Allgemeine Volkswirtschaftspolitik I. Systematisch-theoretische Grundlegung (1962; 3., verbesserte und ergänzte Auflage 1969)
- 1171/1171a: Paulsen, o. Prof. Dr. Andreas: Allgemeine Volkswirtschaftslehre III. Produktionsfaktoren (1961; 6., ergänzte Auflage 1969)
- 0375: Preller, Dr. Hugo: Geschichte Englands Teil I: bis 1815 (3., stark umgearbeitete Auflage 1952; 1958)
- 0089: Simon, Dr. Max: Analytische Geometrie des Raumes (EA 1898; 2., verbesserte Auflage 1903; 2011)
- 5010: Timm, Albrecht: Einführung in die Technikgeschichte (1972, 2016)
- 0468: Werkmeister, Prof. Dr.-Ing. Paul: Vermessungskunde I. Stückvermessung und Nivellieren (6. Auflage 1938)
- 0237: Whitfield, Edward Elihu: Englische Handelskorrespondenz (1904; 1912; 1922)
- 0091: Wislicenus, W.F.: Astrophysik (1903)
- 2091: Dovifat, Emil: Zeitungslehre II. Redaktion. Die Sparten. Verlag und Vertrieb. Wirtschaft und Technik. Sicherung der öffentlichen Aufgabe (Sechste, neubearbeitete Auflage von Jürgen Wilke 1976; 2015)
- 1063: Haußner, Robert / Haack, Wolfgang: Darstellende Geometrie IV. Freie und gebundene Perspektive, Photogrammetrie, kotierte Projektion (1933)
- 0142: Haußner, Robert: Darstellende Geometrie I. Elemente, ebenflächige Gebilde (1912)
- 0148: Kolms, Heinz: Finanzwissenschaft I. Grundlegung. Öffentliche Ausgaben (1963)
- 0557: Nestle, Willhelm: Geschichte der griechischen Literatur I. (3. Auflage 1961 bearbeitet von Dr. Werner Liebich)
- 0009: Marcard, Walter: Dampfkessel I. Physikalische und chemische Grundlagen, Wärmelehre, Wärmeübertragung, Verbrennung (1964). Hrsg. v. Beyer, Gerhard
- Marcard, Walter: Vorschriften u. Beispiele (1969) Hrsg. v. Beyer, Gerhard